# Saint-Chamond
Ne doit pas être confondu avec Saint-Chamond (char).
Saint-Chamond est une commune française située dans le département de la Loire en région Auvergne-Rhône-Alpes.
Deux éléments fondent la notoriété de la ville : une tradition industrielle avec les fabriques de lacets au XIXe siècle puis la Compagnie des forges et aciéries de la Marine et d'Homécourt, devenue Creusot-Loire ; la politique avec une personnalité d'envergure nationale : Antoine Pinay qui dirige Saint-Chamond pendant près d'un demi-siècle et la France en 1952.
Capitale de la vallée du Gier, la ville évolue entre les pôles économiques et industriels de Lyon et de Saint-Étienne.
Comme d'autres villes du bassin houiller de la Loire, la commune doit relever plusieurs défis : la sortie de l'industrie de masse, l'explosion urbaine (doublement de sa population entre les décennies 1960 et 1970), le renouvellement de son attractivité économique et résidentielle, enfin la préservation de son environnement (atout de la vaste zone rurale du Pilat et des coteaux du Jarez sur l'emprise foncière).
Saint-Chamond est en voie de tertiarisation mais sa population compte une importante part d'ouvriers qualifiés. Les retraités représentent 30 % des habitants.
Son avenir est déterminé par le renouvellement de sa vocation industrielle (avec son tissu de petites et moyennes entreprises), la réussite de sa capacité d'innovation (écoquartier de Novaciéries, retraitement des délaissés urbains), le maintien d'une offre commerciale locale, la mise en synergie de ses différents quartiers et territoires.

## Géographie

### Localisation
Saint-Chamond est située dans la vallée du Gier entre les monts du Lyonnais, au nord, et le massif du Pilat, au sud, entre Saint-Étienne à 12 km et Lyon à 49 km.
| Saint-Christo-en-Jarez Sorbiers | Valfleury, Cellieu | L'Horme Saint-Paul-en-Jarez |
| Saint-Jean-Bonnefonds           | Saint-Chamond      | La Terrasse-sur-Dorlay      |
| Saint-Étienne                   | La Valla-en-Gier   | Doizieux                    |

La vallée du Gier est une dépression géographique allongée sur 23 km, selon un axe sud-ouest–nord-est, entre les contreforts du Massif du Pilat et les coteaux du Jarez.
Les communes avoisinantes sont : Saint-Étienne, Lorette, La Grand-Croix, L'Horme, Cellieu, Saint-Jean-Bonnefonds.

### Géologie et relief
La superficie de la commune est de 5 488 ha ou 54,88 km2, soit à peu près un dix-millième de la France.
Son altitude varie de 326 à 1 051 mètres.
Le territoire communal se trouve au-dessus du bassin houiller de la Loire.
Dans la région, plusieurs sites géographiques sont remarquables. Tels sont le Crêt de la Perdrix, à 1 434 m, qui est le point culminant du massif du Pilat ; le Crêt de l'Œillon, avec une vue magnifique sur la vallée du Rhône et parfois sur le massif du Mont-Blanc ; la cascade du saut du Gier dans le parc naturel régional du Pilat.

### Hydrographie

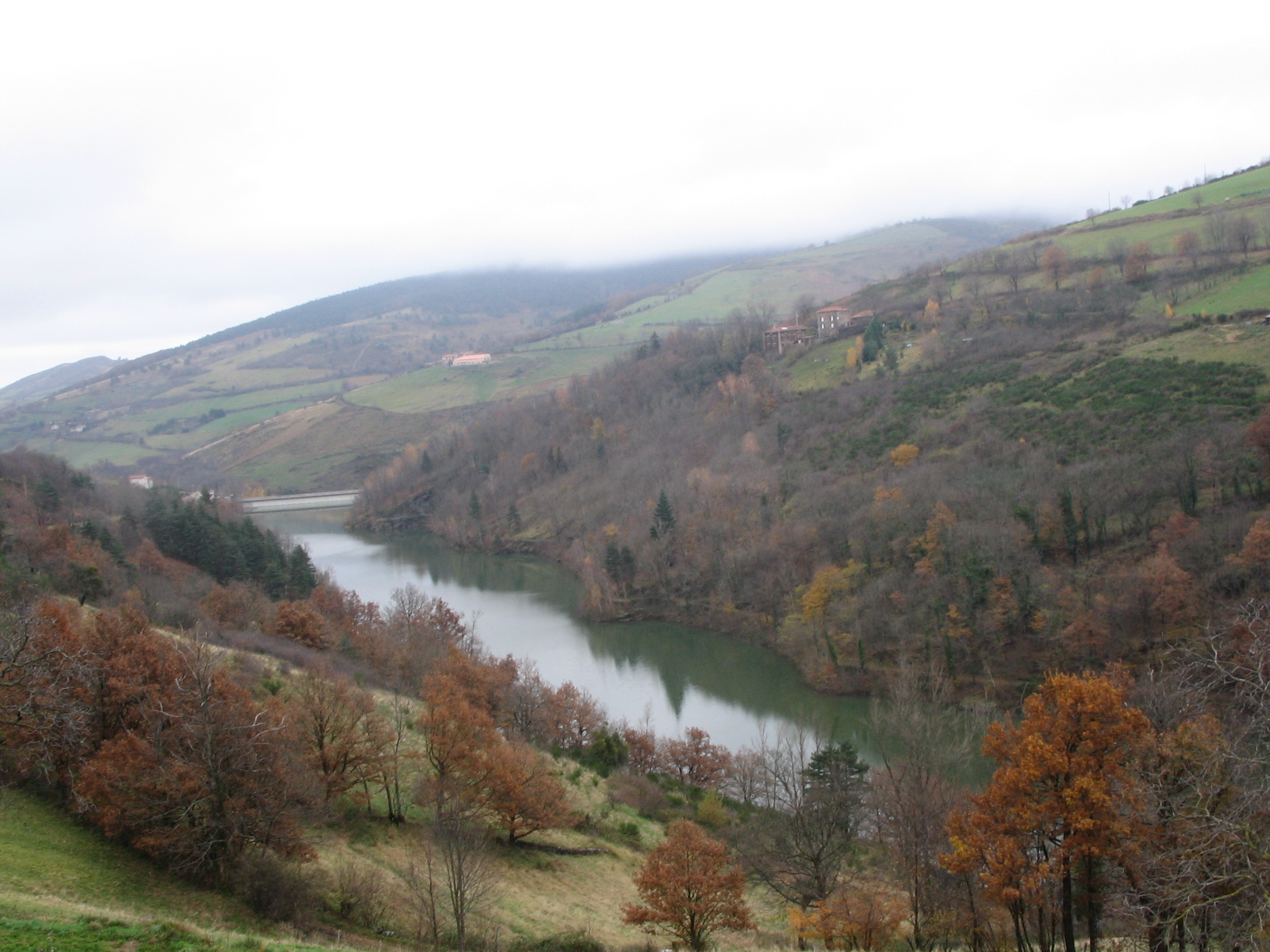
Retenue du Gier au barrage de la Rive. 2008.

La ville est traversée par le Gier, aujourd'hui majoritairement couvert, qui prend sa source dans le massif du Pilat puis descend la vallée du Gier sur une longueur totale de 44 km avant de se jeter dans le Rhône à Givors.
Les barrages suivants sont répertoriés :
- barrage du Piney ;
- barrage de la Rive ;
- barrage de Soulages.

### Climat
Pour des articles plus généraux, voir Climat d'Auvergne-Rhône-Alpes et Climat de la Loire.
En 2010, le climat de la commune est de type climat océanique dégradé des plaines du Centre et du Nord, selon une étude du Centre national de la recherche scientifique s'appuyant sur une série de données couvrant la période 1971-2000. En 2020, Météo-France publie une typologie des climats de la France métropolitaine dans laquelle la commune est exposée à un climat de montagne ou de marges de montagne et est dans la région climatique Nord-est du Massif Central, caractérisée par une pluviométrie annuelle de 800 à 1 200 mm, bien répartie dans l’année.
Pour la période 1971-2000, la température annuelle moyenne est de 11 °C, avec une amplitude thermique annuelle de 17 °C. Le cumul annuel moyen de précipitations est de 728 mm, avec 8,5 jours de précipitations en janvier et 6,3 jours en juillet. Pour la période 1991-2020, la température moyenne annuelle observée sur la station météorologique installée dans la commune est de 12,5 °C et le cumul annuel moyen de précipitations est de 681,9 mm,. Pour l'avenir, les paramètres climatiques de la commune estimés pour 2050 selon différents scénarios d'émission de gaz à effet de serre sont consultables sur un site dédié publié par Météo-France en novembre 2022.
| Mois                                  | jan.          | fév.           | mars           | avril         | mai           | juin          | jui.         | août          | sep.        | oct.          | nov.          | déc.          | année      |
| ------------------------------------- | ------------- | -------------- | -------------- | ------------- | ------------- | ------------- | ------------ | ------------- | ----------- | ------------- | ------------- | ------------- | ---------- |
| Température minimale moyenne (°C)     | 0,7           | 0,7            | 3,5            | 6,6           | 10            | 13,8          | 15,9         | 15,1          | 12,2        | 9             | 4,5           | 1,2           | 7,8        |
| Température moyenne (°C)              | 3,9           | 4,6            | 8,2            | 11,9          | 15,3          | 19,5          | 21,9         | 21            | 17,5        | 13,3          | 8             | 4,5           | 12,5       |
| Température maximale moyenne (°C)     | 7,1           | 8,4            | 12,9           | 17,1          | 20,7          | 25,3          | 27,9         | 26,9          | 22,8        | 17,7          | 11,4          | 7,7           | 17,2       |
| Record de froid (°C) date du record   | −9,2 19.01.17 | −12,8 05.02.12 | −11,6 01.03.05 | −3,3 07.04.08 | 1,8 06.05.10  | 5,6 01.06.06  | 8,1 10.07.07 | 8 27.08.11    | 4 27.09.10  | −2,7 30.10.12 | −6,1 18.11.07 | −11 20.12.09  | −12,8 2012 |
| Record de chaleur (°C) date du record | 19 10.01.15   | 21,7 25.02.21  | 25,4 31.03.21  | 27,8 22.04.18 | 34,2 13.05.15 | 37,7 18.06.22 | 40 07.07.15  | 41,1 24.08.23 | 34 14.09.20 | 32 02.10.23   | 23,1 01.11.20 | 20,4 05.12.06 | 41,1 2023  |
| Précipitations (mm)                   | 38            | 34,4           | 38,2           | 55,5          | 66,7          | 71,3          | 70,4         | 66,7          | 53,5        | 69,3          | 75,4          | 42,5          | 681,9      |

## Urbanisme

### Typologie
Saint-Chamond est une commune urbaine, car elle fait partie des communes denses ou de densité intermédiaire, au sens de la grille communale de densité de l'Insee,,,.
Elle appartient à l'unité urbaine de Saint-Étienne, une agglomération inter-départementale regroupant 32 communes et 375 797 habitants en 2022, dont elle est une commune de la banlieue,.
Par ailleurs la commune fait partie de l'aire d'attraction de Saint-Étienne dont elle est une commune de la couronne. Cette aire, qui regroupe 105 communes, est catégorisée dans les aires de 200 000 à moins de 700 000 habitants,.

### Occupation des sols
L'occupation des sols de la commune, telle qu'elle ressort de la base de données européenne d’occupation biophysique des sols Corine Land Cover (CLC), est marquée par l'importance des territoires agricoles (52,6 % en 2018), en diminution par rapport à 1990 (55 %). La répartition détaillée en 2018 est la suivante :
prairies (28,1 %), forêts (25,6 %), zones agricoles hétérogènes (24,5 %), zones urbanisées (14,1 %), zones industrielles ou commerciales et réseaux de communication (6,4 %), espaces verts artificialisés, non agricoles (0,5 %), milieux à végétation arbustive et/ou herbacée (0,5 %), eaux continentales (0,2 %). L'évolution de l’occupation des sols de la commune et de ses infrastructures peut être observée sur les différentes représentations cartographiques du territoire : la carte de Cassini (XVIIIe siècle), la carte d'état-major (1820-1866) et les cartes ou photos aériennes de l'IGN pour la période actuelle (1950 à aujourd'hui).

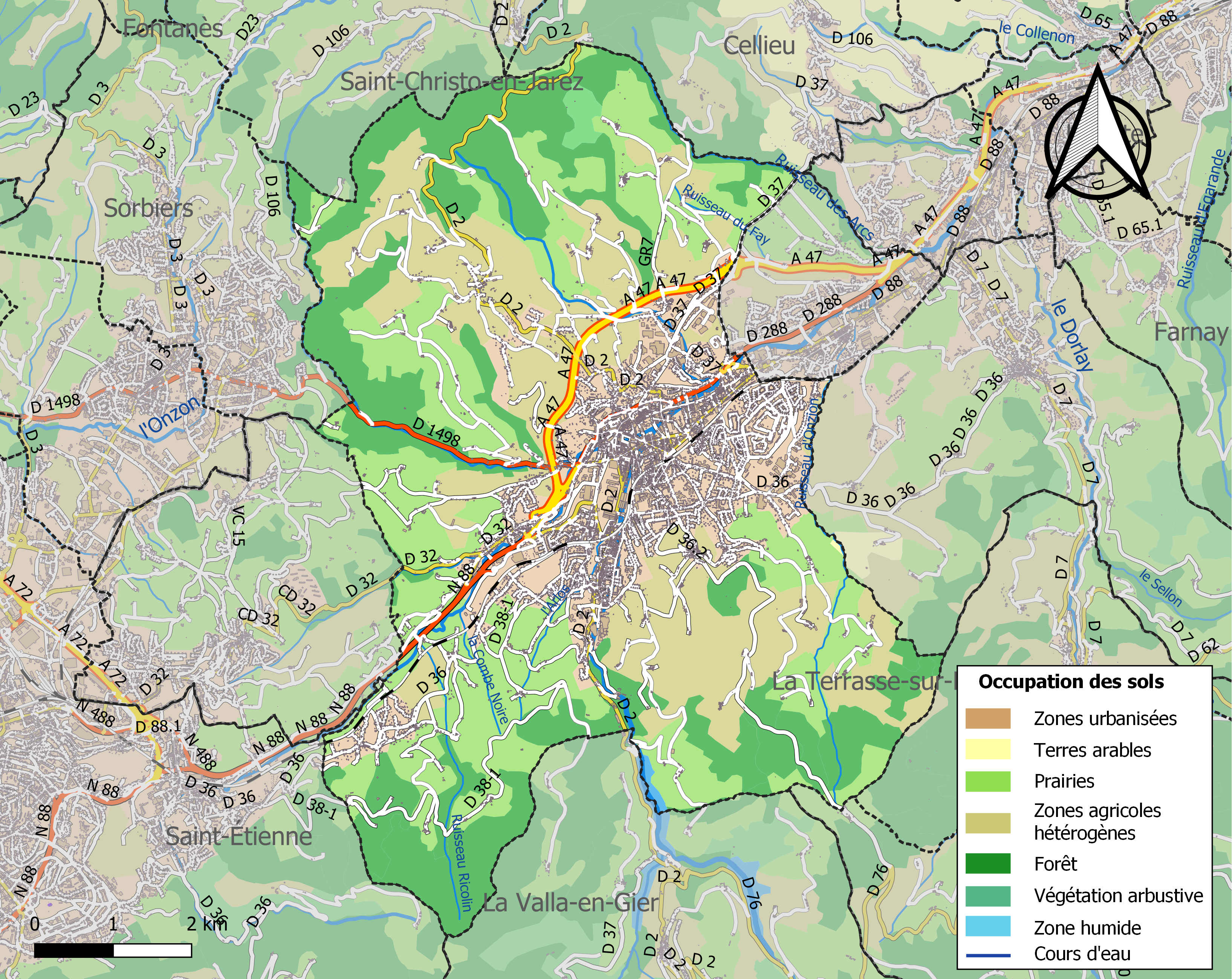
Carte des infrastructures et de l'occupation des sols de la commune en 2018 (CLC).

### Morphologie urbaine

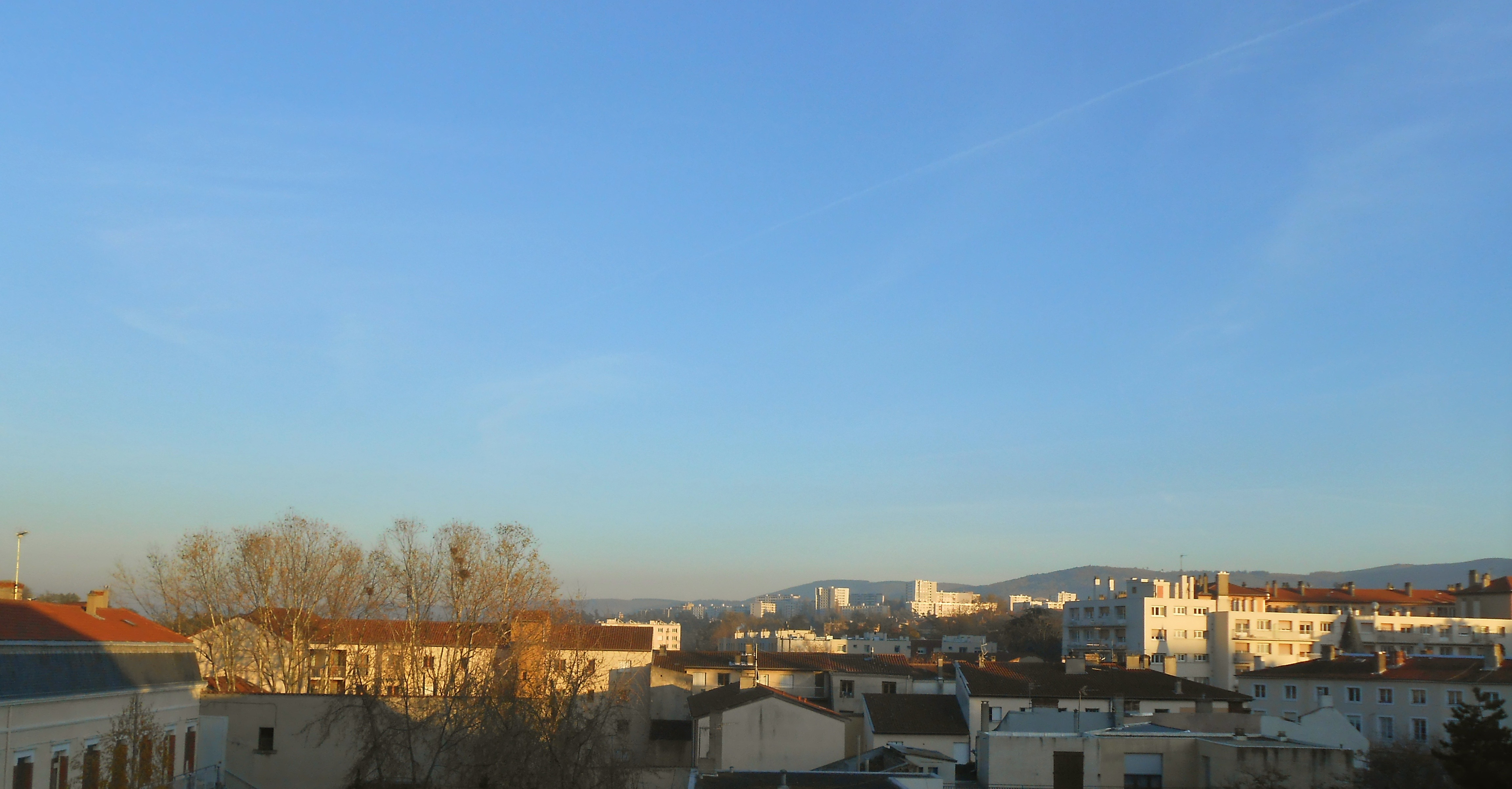
Vue générale dont la cité de Fonsala. 2013.

Le paysage de Saint-Chamond se découpe en plusieurs ensembles :
- les versants boisés parsemés de quelques habitations dispersées (recyclage d'anciennes implantations agricoles) ;
- les zones agricoles émaillées des fermes qui les cultivent ;
- des hameaux anciens revigorés par des constructions plus ou moins récentes ;
- l'espace urbain central du fond de vallée marqué par l'activité industrielle et le logement ouvrier, mais également par les résidences bourgeoises ;
- des espaces de mitage de la zone périurbaine et agricole anarchiquement agencés par des constructions dispersées (Chavanne, Izieux, la Chabure, la Ravacholière, l'est de Saint-Martin-en-Coailleux).

Ces dynamiques d'occupation annihilent la distinction entre la ville et la campagne. L'emprise foncière menace l'image verte.

### Lieux-dits, hameaux, quartiers et écarts

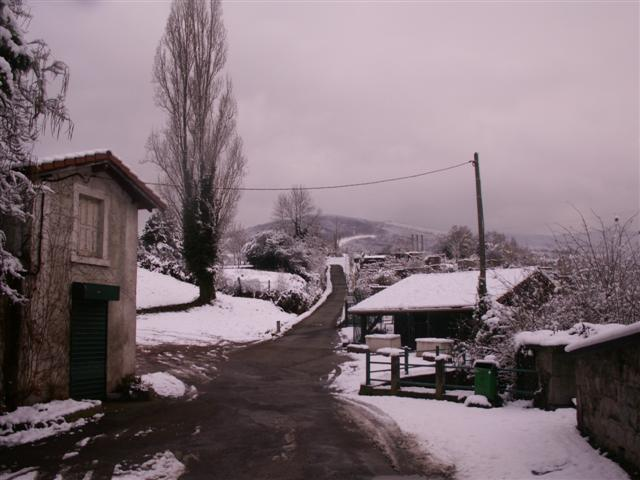
Chemin de la Martinière, hameau de Saint-Chamond. 2008.

Saint-Chamond est divisé en plusieurs quartiers. Historiquement, trois paroisses se partageaient la ville :
- Saint-Ennemond ;
- Saint-Pierre ;
- Notre-Dame.

Les autres secteurs sont nés du regroupement des quatre communes en 1964, favorisant des dynamiques urbaines de construction et d'aménagement. L'année 1970 voit ainsi l'élévation de la zone à urbaniser en priorité (ZUP) de Fonsala, le plus grand quartier de Saint-Chamond, sur un ancien domaine rural. La même année est créée la zone industrielle du Clos-Marquet (24 hectares) sur un autre espace rural dont la derrière mine est fermée dans les années 1950.
Certains territoires sont des divisions déjà existantes au sein des communes regroupées, comme la distinction du bourg de Saint-Martin-en-Coailleux et de la Valette qui relevait de cette ancienne commune.
- La Chabure
- Chavanne
- Clos-Marquet
- Le Creux
- Fonsala
- Izieux
- Lavieu
- Les Palermes
- Saint-Chamond centre
- Saint-Ennemond
- Saint-Julien-en-Jarez
- Saint-Martin-en-Coailleux
- Saint-Pierre
- La Valette
- La Varizelle
- La Veronnière

### Logement
En 2020, la commune comportait 17 789 logements : dont 85,9 % sont des résidences principales, 13,3 % des logements vacants et 0,8 % des résidences secondaires et des logements occasionnels.
Parmi les résidences principales, 48,3 %, sont occupées par des propriétaires, 50,5 % sont locataires et 1,2 % sont logés gratuitement.
En 2020, 68,2 % des logements sont des appartements et 31,6 % des maisons.

### Projets d'aménagement
L'ancien site manufacturier des Forges et aciéries de la Marine (1854), devenu la Compagnie des ateliers et forges de la Loire (1954) puis Creusot-Loire (1970) ferme ses portes en 1985. Ainsi le quartier Novaciéries est l'objet d'un projet de développement et de requalification de la ville porté par la municipalité et obtient son classement comme quartier prioritaire de la politique de la ville.

### Voies de communication et transports

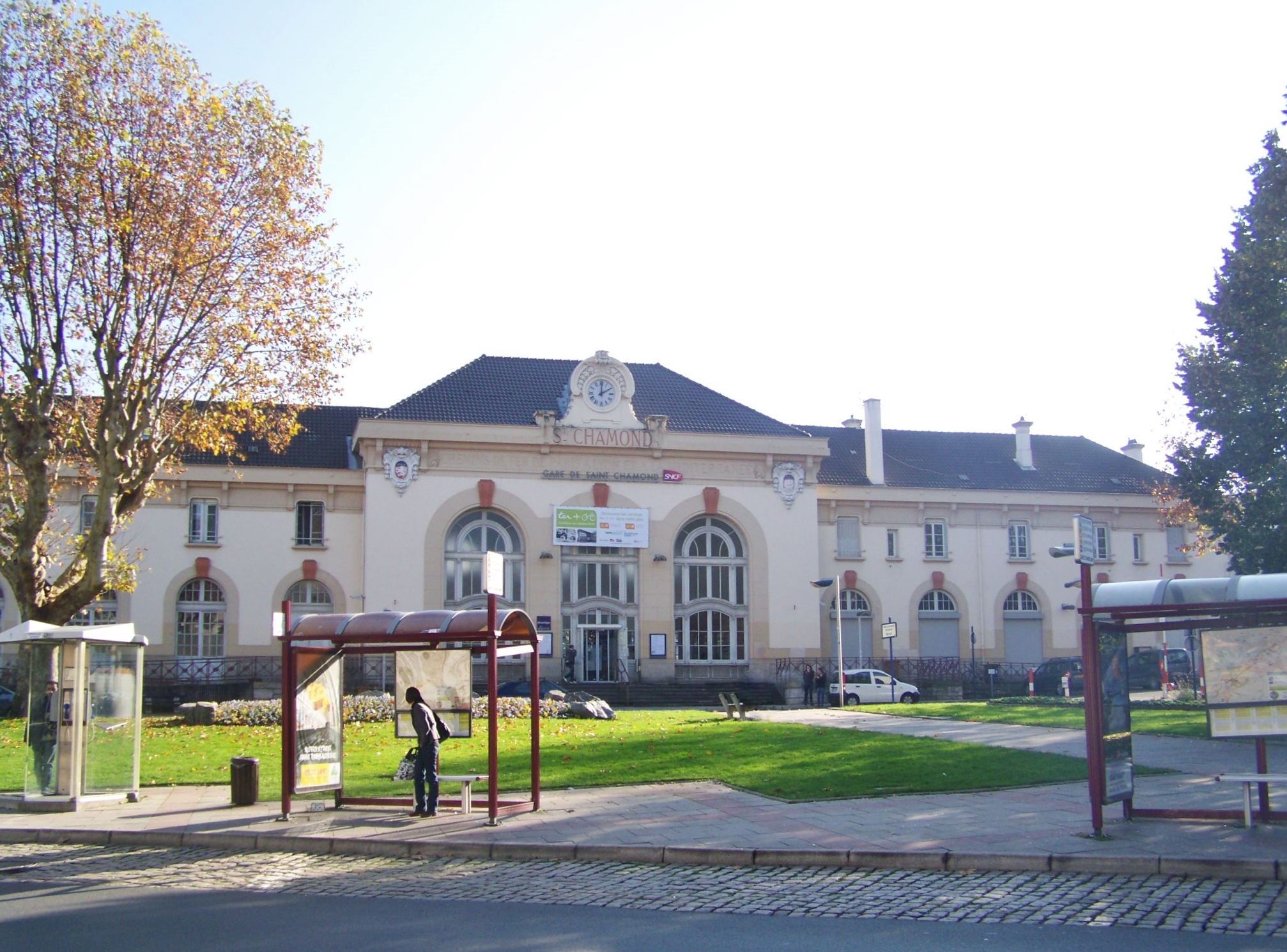
La gare de Saint-Chamond en 2011.

#### Autoroutes et routes nationales
- Autoroute A47 : vers Lyon et Saint-Étienne.

#### Aéroport/Aérodrome
- Aéroport de Saint-Étienne-Loire
- Aérodrome de Saint-Chamond - L'Horme

#### Gare ferroviaire
- Gare de Saint-Chamond

#### Transports urbains

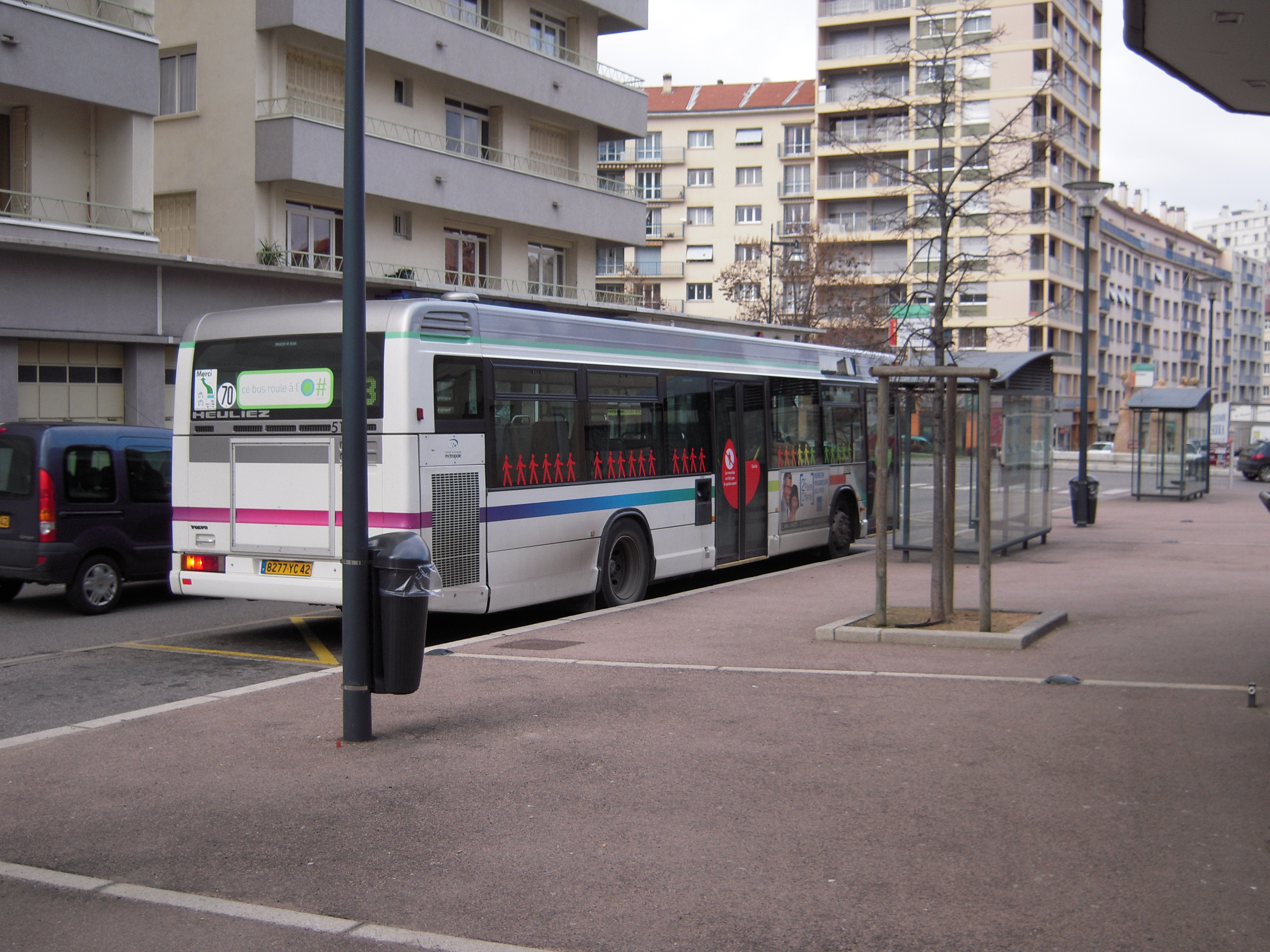
Autobus de l'ancienne Ligne 3 à la place du Moulin en 2009.

La Communauté urbaine Saint-Étienne Métropole a la responsabilité des transports en commun de 45 communes. Saint-Chamond est desservie par la Société de transports de l'agglomération stéphanoise (STAS). Elle est desservie par les lignes :
- M5 Square Violette (Saint-Étienne) - Place Chipier (Rive-de-Gier)
- 25 Gare de Saint-Chamond - Terrasse
- 29 Place du Moulin (Saint-Chamond) - Gare de Saint-Étienne-Châteaucreux
- 40 Piscine Couderc - C.C. La Maladière
- 41 Crêt de l'Œillet Haut - Place du Moulin
- 42 Place du Moulin (Saint-Chamond) - Ollagnière - Maison Rouge (Saint-Jean-Bonnefonds)
- 43 Chavanne Bourg - Crêt de l'Œillet
- 44 Place du Moulin - La Bachasse (Saint-Paul-en-Jarez)
- 45 Place du Moulin - Saint-Martin-en-Coailleux
- 71 Pont Nantin - Portail Rouge
- 77 Bonzieux - Sainte-Marie
- 78 Stélytec - Gare de Saint-Chamond
- 79 Crêt de l'Œillet - La Fayette
- 81 Poste - Bourg Doizieux
- 102 Place du Moulin - Luzernod (La Valla-en-Gier)

#### Transports ferroviaires
Des trains express régionaux (TER) assurent la liaison d'une part vers Lyon et d'autre part vers Saint-Étienne ou Firminy.

## Toponymie
La ville de Saint-Chamond doit son nom à l'évêque de Lyon saint Ennemond :
- sancti Aunemundi (976)[22] ;
- Vuigonis de Sancto Annemundo ou Annemondo ou Ennemundo (1090)[23] ;
- Castellum Sancti Admundi (1167) ;
- Castella Sancti Aunemundi (1173) ;
- Parrochia Sancti Chalumundi (1247) ;
- Chastel de Saint Chamont (1344)[24].

## Histoire

### Antiquité

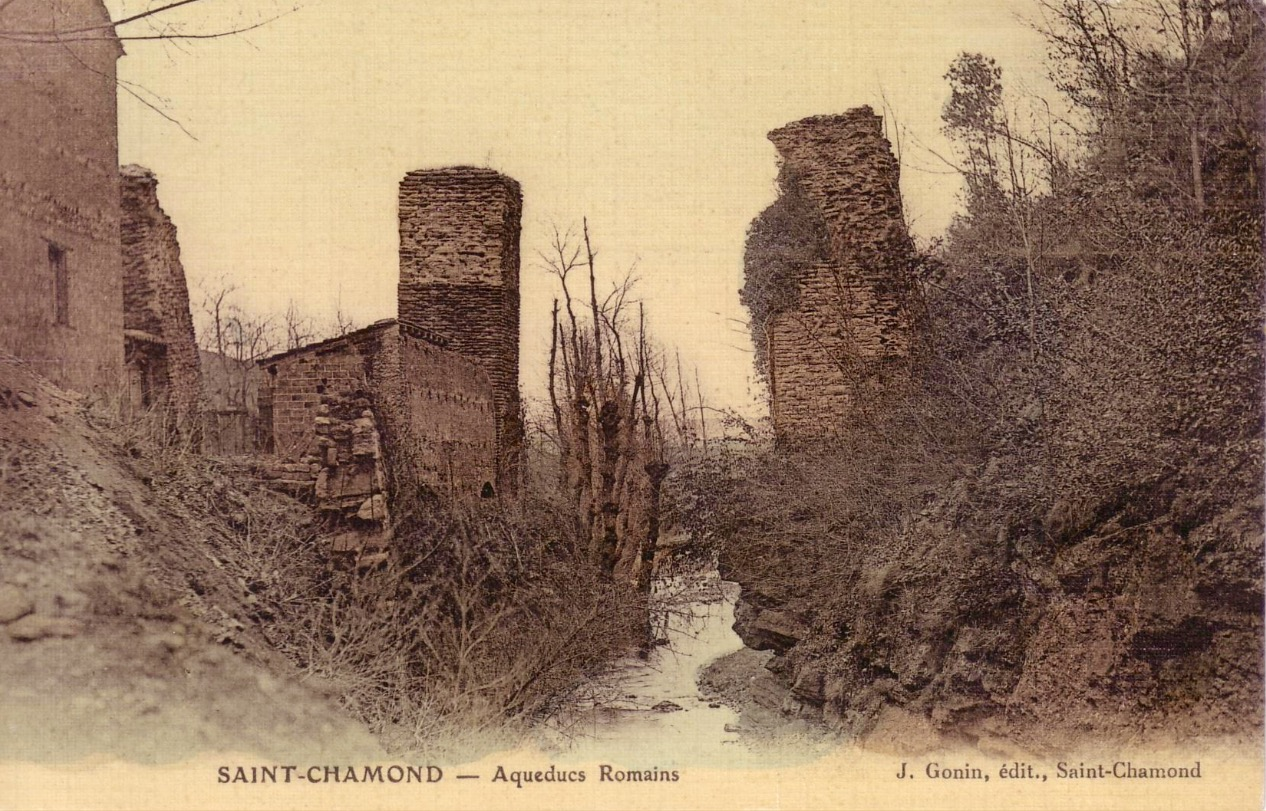
Vestiges de l'aqueduc romain.

Un poste de garde de l'un des cinq aqueducs qui alimentait Lugdunum (Lyon) aurait été situé près de l'ancienne église d'Izieux où de nombreux débris (tegula, imbrex) ont été mis au jour.
L'aqueduc du Gier acheminait les eaux du Gier captées en amont de Saint-Chamond. Des parties aériennes de cet aqueduc sont encore visibles dans la région de Mornant et de Chaponost (Rhône). Des parties souterraines sont découvertes en 1993 dans Saint-Chamond lors de la construction de la ZAC de la Varizelle,.

### Moyen Âge
Capitale du Jarez (le pays du Gier), Saint-Chamond est une seigneurie très importante dans la région forézienne et lyonnaise.
L'église Saint-André d'Izieux est mentionnée en 984.
Le comte Guigues II de Forez fait enregistrer le château de Saint-Chamond lors de sa visite en 1167 au roi de France Louis VII qui le lui remet, la région est alors au centre du conflit opposant l'archevêque de Lyon au comte de Forez.
En 1173, lors de la permutatio entre le comte de Forez et l'archevêque de Lyon, ce dernier garde Saint-Chamond sous son contrôle. Elle forme, avec un ensemble d'autres cités voisines « laissées à la liberté » de l'Église de Lyon, la limite avec le comté de Forez. En 1278, les droits sur ces localités retournent apparemment au Forez sauf Saint-Chamond pour lequel les seigneurs de Jarez continuent à rendre hommage à l'archevêque de Lyon.
En 1224, Guigues de Jarez accorde une charte de franchise aux habitants de Saint-Chamond.
Parmi les seigneurs de Saint-Chamond se trouvent :
- Briand II de Lavieu de Roche (ca 1150-1184) ;
- Gaudemar de Jarez (ca 1225-1290);
- Guichard d'Urgel de Saint-Priest (-1403) ;
- Briand Durgel (d'Urgel) ;
- Jean d'Urgel (Durgel) de Saint-Priest ;
- Léonnet d'Urgel de Saint-Priest (-1491) ;
- Jacques Mitte de Chevrières (1549-1606), seigneur de Chevrières et de Saint-Chamond, comte de Miolans, chevalier de l'Ordre du Saint-Esprit, conseiller d'État, lieutenant général du Forez, du Lyonnais et du Beaujolais, époux en 1577 de l'héritière Gabrielle d'Urgel de Saint-Priest ;
- Melchior Mitte de Chevrières (1586-1649), fils du précédent, ambassadeur, 1er marquis de Saint-Chamond en 1610 ;
- Just-Henry (1615-1664) puis son frère cadet Jean-Armand Mitte de Chevrières (1624-1685), deux fils du précédent, respectivement 2e et 3e marquis de St-Chamond ;
- Charles-Emmanuel de La Vieuville (v. 1653/1656-1720), 4e marquis de St-Chamond et comte de Vienne, gendre de Jean-Armand par son mariage avec la fille héritière de ce dernier, Marie-Anne Mitte de Chevrières (1657-1714) ;
- Charles-Louis-Joseph de La Vieuville (1686-1744), fils du précédent, 5e marquis de St-Chamond et comte de Vienne ; père de Geneviève de La Vieuville (1732-1777 ; dont postérité), 6e et dernière marquise héréditaire de St-Chamond.
- On trouve enfin Jean-Jacques de Gallet de Mondragon (1715-1796 ; dont postérité) comme 7e et dernier marquis de Saint-Chamond, terre acquise en 1768[33],[34].

### Temps modernes

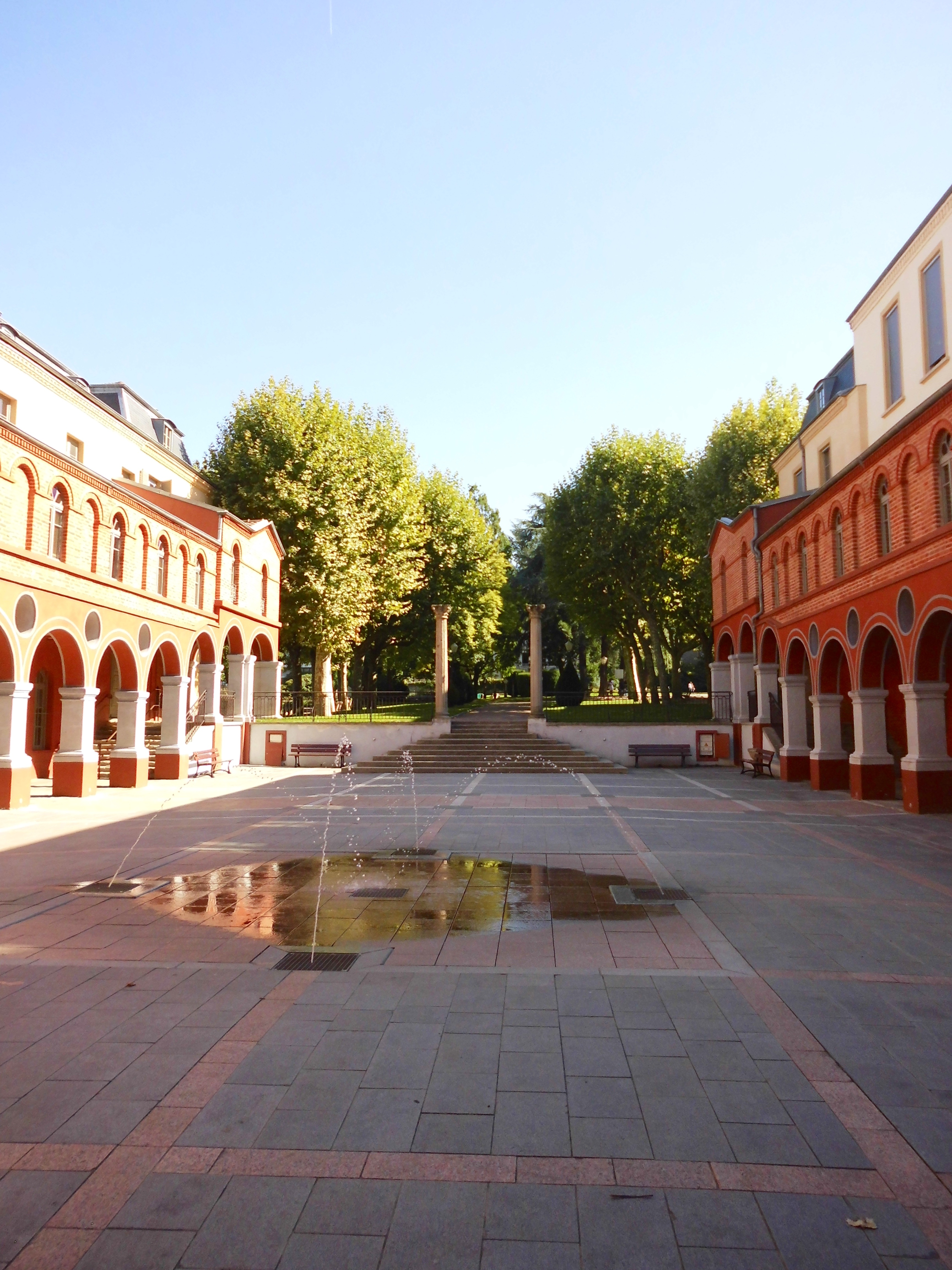
Cour de la mairie, ancien couvent des Minimes.

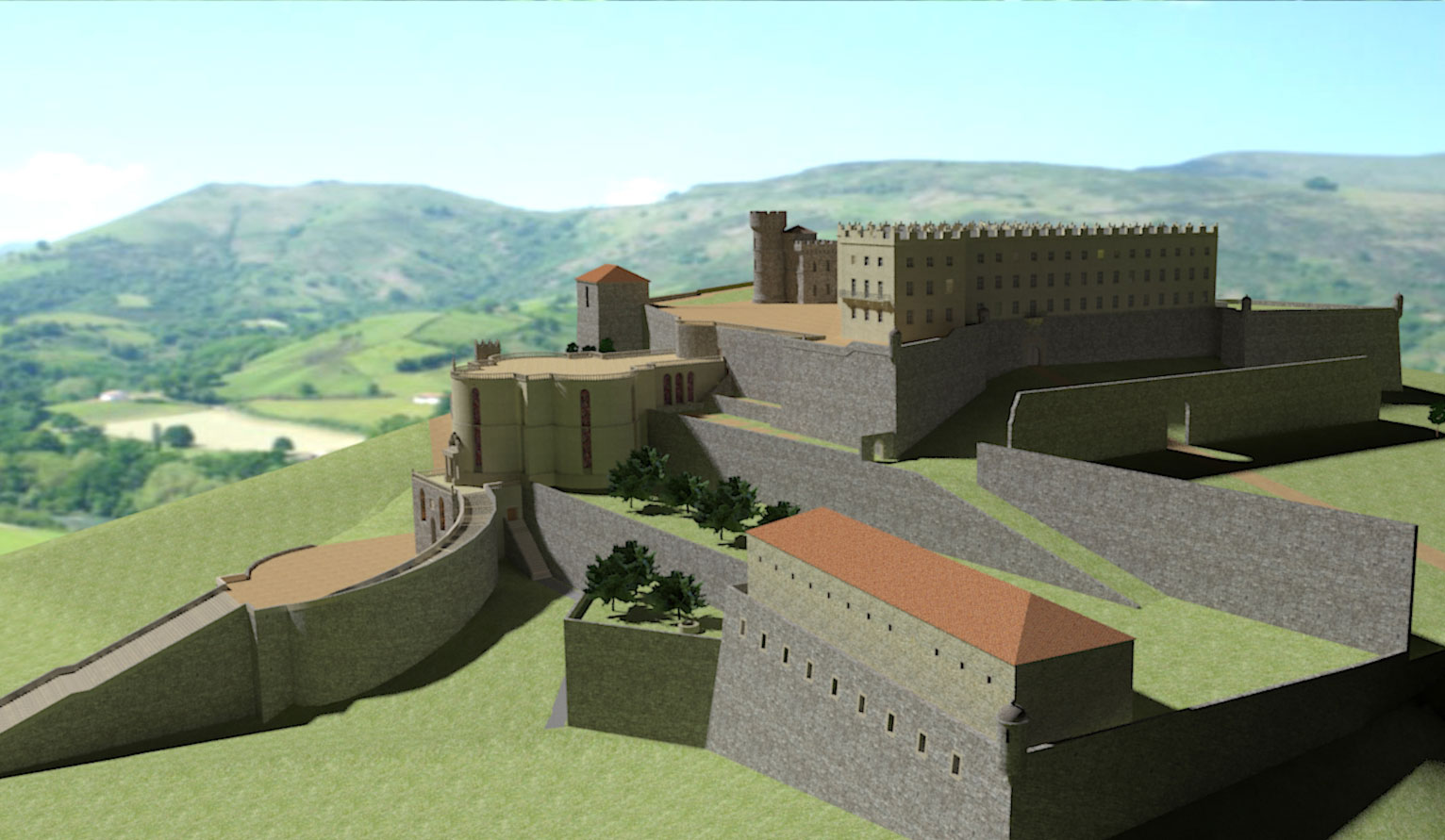
Reconstitution du Château de Saint-Chamond.

L'année 1628 est celle de la peste noire. Les chroniqueurs du temps appellent « contagion » ce grand fléau.
Selon James Condamin, un religieux Capucin écrit que quatre moines de cet ordre, au service des souffrants, sont emportés par la maladie et que « la peste leur fist un si grand degast que, de compte fait, ils perdirent la moitié du peuple de leur ville ». Pour préserver le reste de la population, les malades sont isolés et transportés dans des cabanes, au Fay, où ils reçoivent quelques soins et des aumônes.
Melchior Mitte de Chevrières, seigneur de Saint-Chamond, marque la ville de son empreinte. On peut d'ailleurs voir de nombreux bâtiments de cette époque tels que la Maison des Chanoines des XVe et XVIe siècles (classée monument historique), l'Hôtel-Dieu (classé monument historique), l'église Saint-Pierre du XVIIe siècle (classée monument historique), et le couvent des Minimes, construit entre 1622 et 1624, qui est aujourd'hui la mairie de Saint-Chamond. Toujours au XVIIe siècle, il construit un château — détruit par la suite comme celui de Richelieu[réf. nécessaire].

### Révolution française et Empire

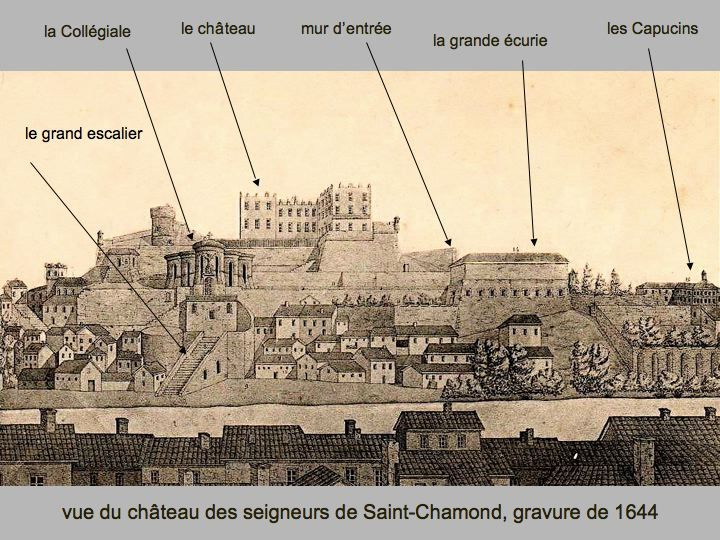
Château des seigneurs de Saint-Chamond. Gravure. 1644.

En mars 1789, avec la rédaction des cahiers de doléances pour les États généraux, Saint-Chamond plonge dans la Révolution.
À l'instar des villes dont le nom porte celui d'un saint, pendant la Révolution française, Saint-Chamond est dénommée Vallée-Rousseau du nom du fameux philosophe, venu herboriser dans le Pilat. Elle appartient au département de Rhône-et-Loire.
En 1792, le château et la collégiale sont pillés et en partie démolis par les habitants qui détruisent aussi par le feu les archives seigneuriales. Seuls un tronçon vertical de la collégiale, les écuries et la grand'grange — façon paysanne de décrire une grande grange, qui surmonte ces écuries — sont encore visibles aujourd'hui sur la colline de Saint-Ennemond.
En 1793, Lyon se révolte contre la Convention et entraîne Saint-Chamond dans l'insurrection. La défaite de l'armée lyonnaise conduit à l'évacuation de Saint-Chamond. La Convention envoie alors Javogues qui multiplie les arrêtés épuratoires ainsi que les exécutions sommaires et rançonne les habitants.
En 1796, les Saint-Chamonais expédient une colonne mobile contre les prêtres réfractaires et les déserteurs.

### XIXesiècle

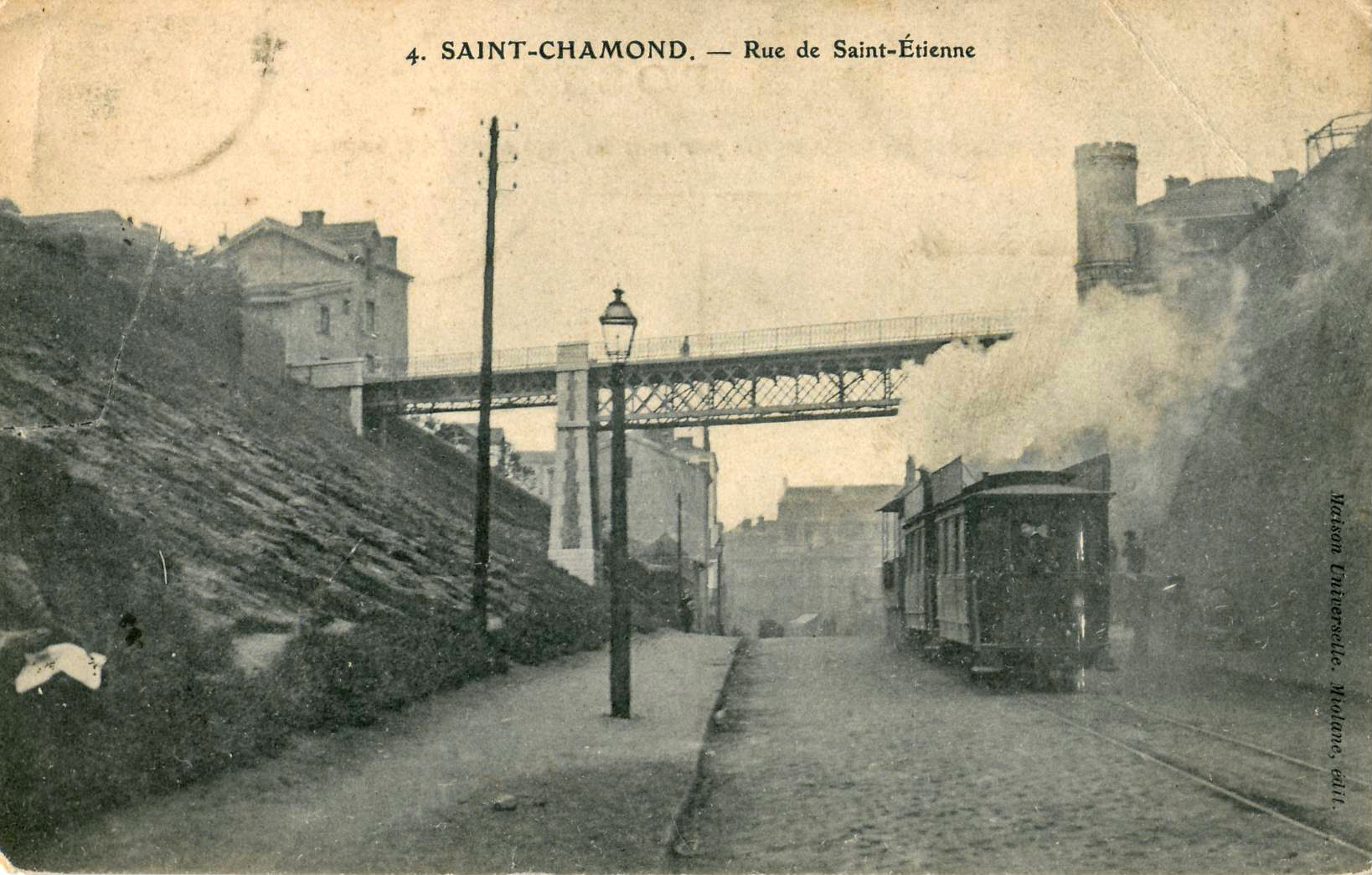
Tramway à vapeur de la CFVE.

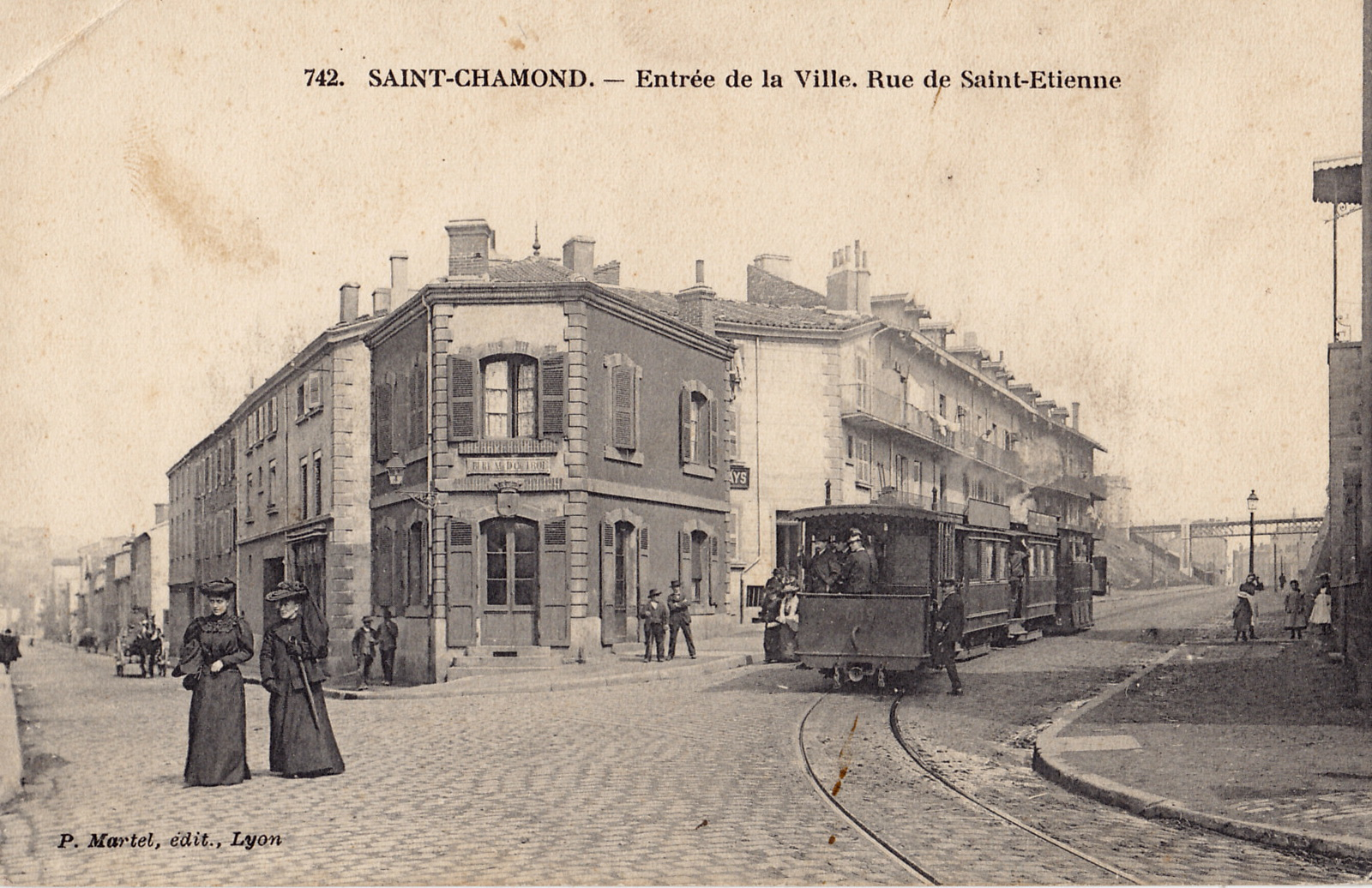
Tramway à l'entrée de la ville, rue de Saint-Étienne. Début XXe siècle.

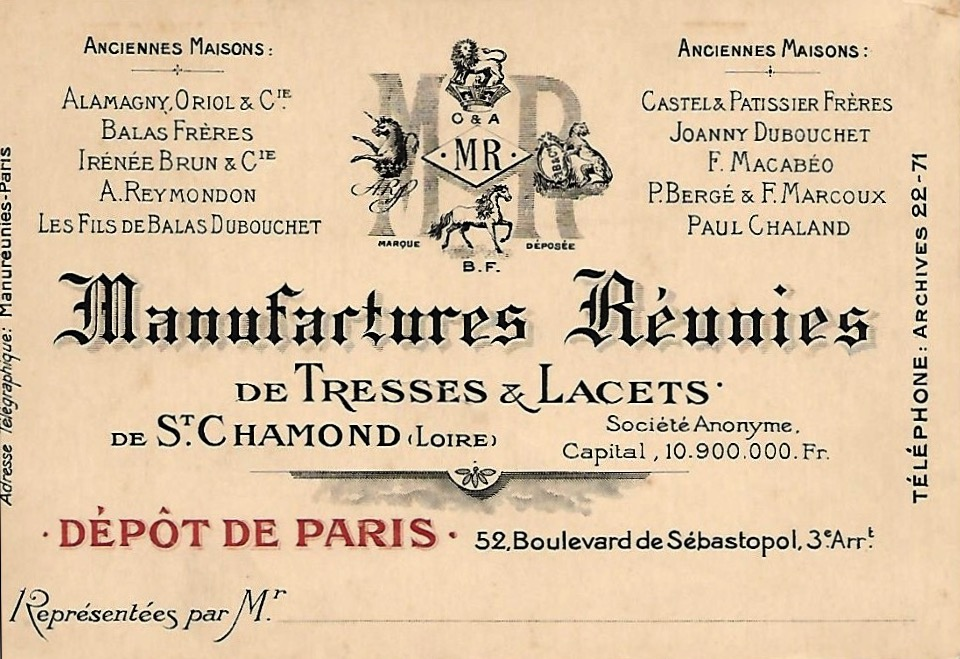
Manufactures réunies de tresses et lacets. Après 1898.

En 1848/1850, Germain Morel, fils du maître de forges Antoine Morel (à St-Chamond : les Laminoirs de Saint-Chamond), s’associe avec MM. Petin et Gaudet (maîtres de forge à Rive-de-Gier dans une société fondée en 1837), pour créer à Saint-Chamond « Morel et Cie ». En 1854, la société devient la Compagnie des hauts-fourneaux, forges et aciéries de la Marine et des Chemins de fer, avec un nouvel associé, les frères Jackson, d'origine anglaise (fils de Jackson), installés à Assailly depuis 1830 (les Laminoirs et Aciéries d'Assailly).
Vers 1850, les restes du château et de son domaine sont donnés aux frères des écoles chrétiennes par la famille qui acheta la seigneurie de Saint-Chamond en 1768, Monsieur le Marquis de Mondragon (Jean-Jacques de Gallet), à condition d'y dispenser l'éducation à la jeunesse saint-chamonaise.
La ville est desservie dès 1882 par les tramways à vapeur de la Compagnie des Chemins de fer à voie étroite (CFVE), qui la relient à Saint-Étienne.
À la fin du XIXe siècle, Saint-Chamond devient la capitale mondiale de l’industrie du lacet. Cette activité, fondée en 1807-1809 par Charles-François Richard, appelé aussi Richard-Chambovet,  repose sur l'usage du métier à poupée — broches multiples animées d'une rotation continue qui permettent de tresser des lacets.
Le lacet de corset ou le lacet de chaussure est très utilisé à l'époque : « C'est un objet de mercerie d'une assez grande consommation. Les femmes font usage de lacets de soie pour serrer leurs corsets, ou autres pièces de leurs vêtements. Les lacets de fils de lin, de chanvre, de coton, sont employés au même usage, mais on s'en sert également, en place de ficelle, pour des ligatures ».
Commencée avec trois métiers, la fabrique en compte plus de cent en 1812 et 1 200 travaillent dans toute la ville en 1838 à partir de plusieurs maisons créées à l'exemple de Richard-Chambovet : « La fabrique de Saint-Chamond fournit des lacets à la consommation intérieure et à l'exportation pour Amsterdam, Bruxelles, Leipzig, Anvers, Milan, la Suisse et les deux Amériques ».
Charles-François est secondé plus tard par son fils Ennemond Richard. En 1898, Antoine Reymondon et d'autres associés créent la société des Manufactures réunies qui regroupe dix des plus grands fabricants de lacets.
D'après Le Monde Illustré, du 22 juillet 1922, l'industrie saint-chamonaise du lacet fabrique 75 % de la production nationale.

### XXesiècle

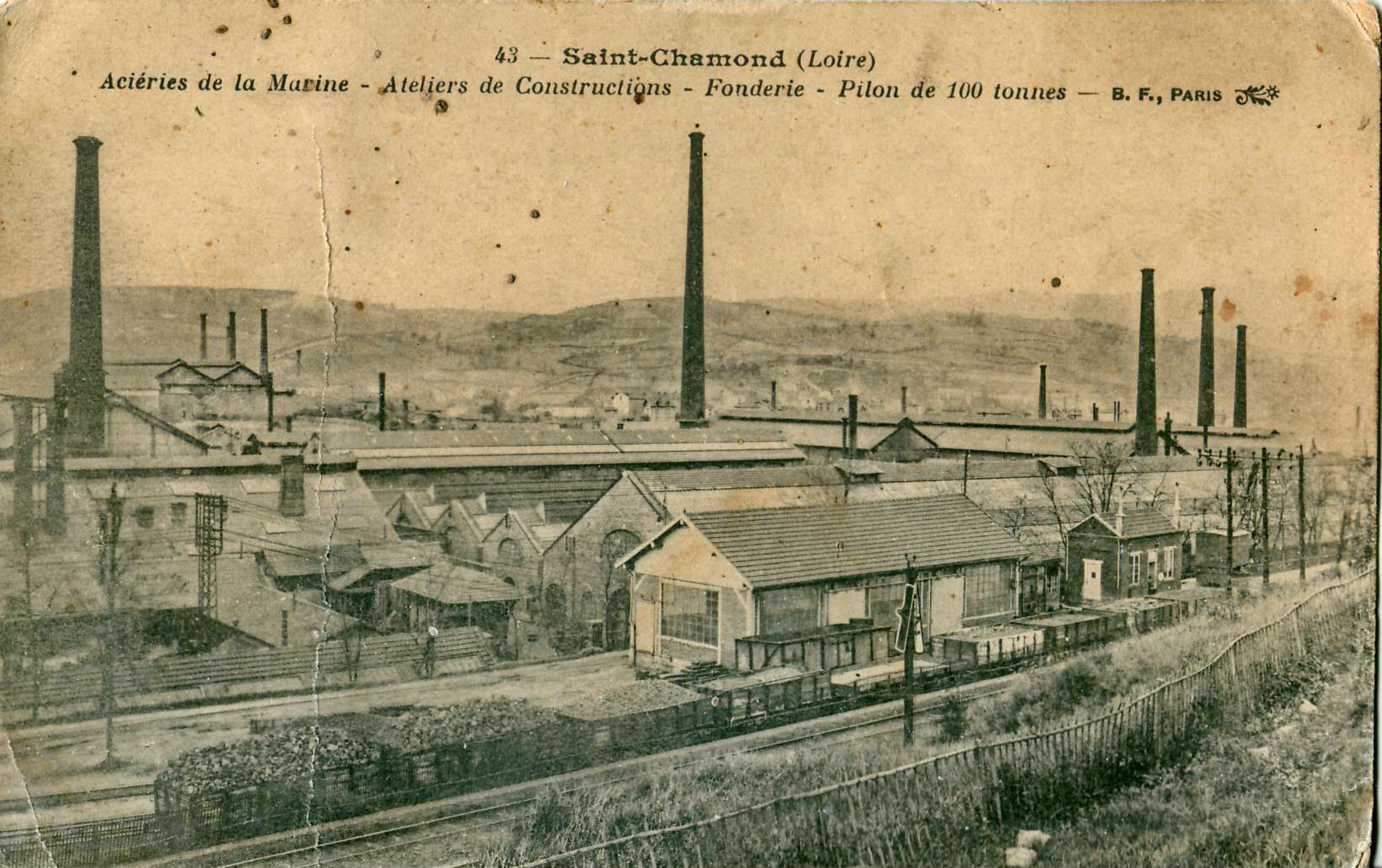
Les Aciéries et forges de la Marine, au début du XXe siècle.

Aristide Briand (1862-1932), homme politique socialiste, alors partisan du syndicalisme révolutionnaire et de la grève générale, est élu député de la Loire le 27 avril 1902, dans une circonscription qui comprend une partie de Saint-Étienne et le canton de Saint-Chamond. Il le reste jusqu'en décembre 1919. Il succède à l'ancien maire de Saint-Chamond, Benoît Oriol, élu pendant les deux législatures précédentes.
Aristide Briand est surtout préoccupé de politique nationale et, lorsqu'il se rend à Saint-Chamond, ses discours ont une portée générale. Ainsi en 1909, il se défend de toute attaque contre le catholicisme tout en revendiquant le laïcisme. De même en avril 1910, il évoque son projet d'association capital-travail.
À Saint-Chamond aujourd'hui, une salle de spectacle porte son nom.

#### Première Guerre mondiale

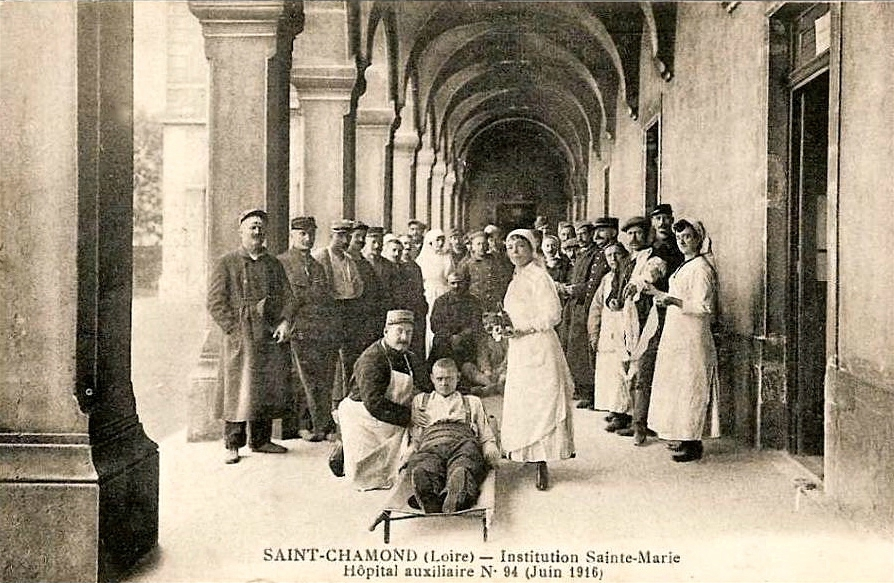
Hôpital complémentaire no 94 dans le collège Saint-Marie en 6 1916.

Saint-Chamond participe de quatre façons aux efforts de guerre :
- la mobilisation de ses hommes : peut-être 2 300 hommes dont 451 soldats saint-chamonais morts pour la France ;
- la production industrielle, notamment des usines Chavanne-Brun (obus) et des Aciéries de la Marine (munitions, artillerie, char Saint-Chamond dont quatre cents unités sont fabriquées en 1917) ;
- réquisitions, ravitaillement, secours aux familles ;
- accueil hospitalier des soldats blessés ou convalescents dans l'École supérieure de jeunes filles (hôpital auxiliaire no 10) et dans le collège Sainte-Marie (hôpital complémentaire no 94)[Note 11].

Les soldats saint-chamonais morts pour la France ne reposent pas tous dans le cimetière communal. Les victimes inhumées à Saint-Chamond se trouvent :
- soit autour du monument aux morts ;
- soit dans des sépultures individuelles, ou familiales le plus souvent.

Les autres sont enterrés dans diverses nécropoles aménagées dans les régions des champs de bataille.
En 1931, se produit la fermeture du tramway électrique de Saint-Chamond.

#### La Résistance à Saint-Chamond

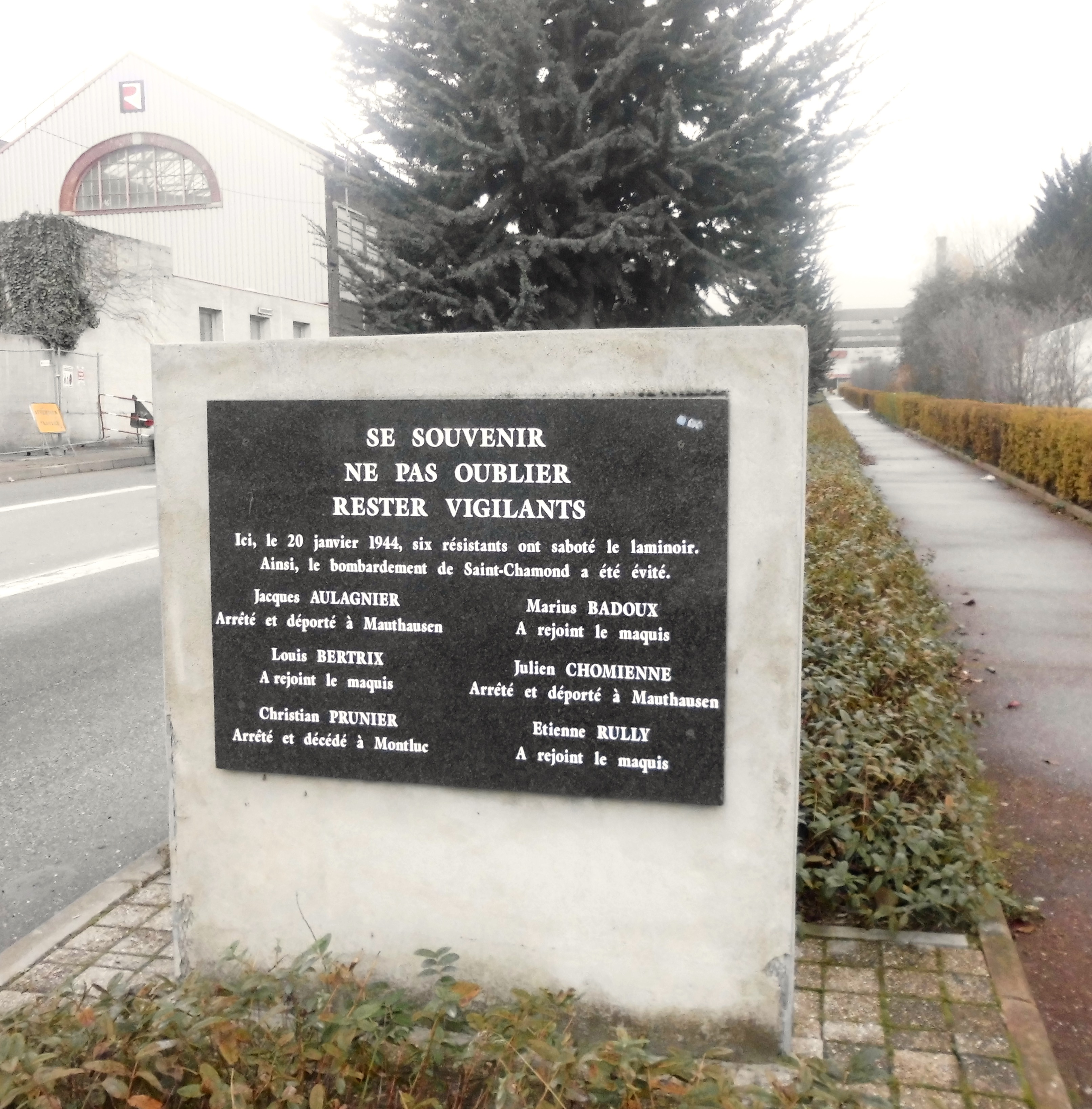
Plaque commémorative du sabotage de 1 1944, rue Petin-Gaudet.

Les 1er et 2 mars 1941, le maréchal Pétain, chef de l'État français, se rend en visite à Saint-Chamond. « Le Nouvelliste de Lyon rapporte qu'aux Aciéries de la Marine de Saint-Chamond, dans le grand hall de l’usine tout le personnel rassemblé fait une ovation enthousiaste au Maréchal et entonne une vibrante Marseillaise. ».
Plusieurs Saint-Chamonais se sont illustrés dans les activités de résistance à l'occupant allemand. Un rôle très actif est assumé par la famille Cave dont quatre membres sont arrêtés par la Milice. Le 10 mai 1944, les membres de cette famille sont pris au no 8 de la rue Victor-Hugo pour être emmenés en déportation. Claude Cave meurt à Neuengamme. Claudia Cave, son épouse, meurt à Ravensbrück ainsi que sa fille Marie, âgée de 21 ans. Seul Paul, âgé de 16 ans et dernier membre de la famille, déporté à Neuengamme, rentre vivant.
Marie Cave s'est engagée dès 1940 dans la Résistance pour distribuer des journaux clandestins. La maison familiale — c'étaient des commerçants — « devient un lieu de rendez-vous et d'asile pour la Résistance ». En 1942, elle diffuse le journal clandestin Défense de la France et en 1943 elle intègre le réseau Alibi. Une plaque est apposée à l'entrée de leur immeuble et un rond-point porte leur nom.
Le 25 janvier 1944, aux Forges et aciéries de la Marine, a lieu un sabotage qui « retarde de plus d'un mois la mise en marche du laminoir à blindages ». Une stèle commémorative est érigée dans la rue Petin-Gaudet.

#### Après-guerre

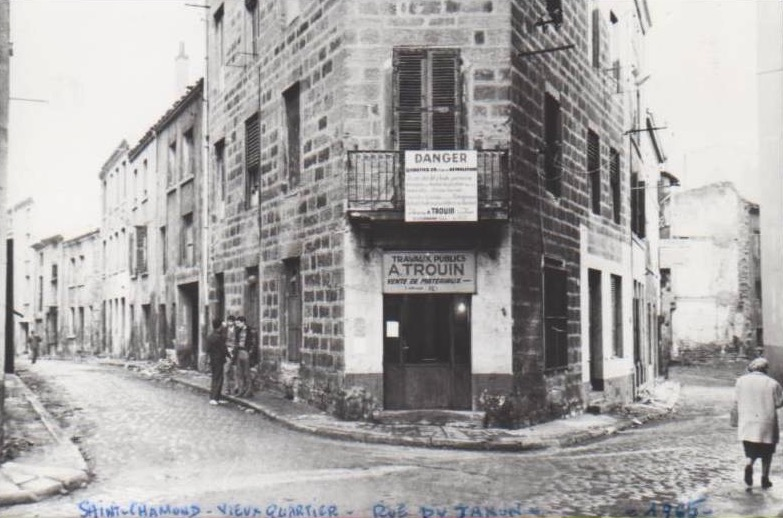
Vieux quartier, rue du Janon. 1965.

Dans les années 1950, les Forges et aciéries s'associent avec les Établissements Jacob Holtzer, l'Usine de la Loire, et les Aciéries et forges de Firminy. De ceci nait la Compagnie des ateliers et forges de la Loire (CAFL) en 1954, tandis que la ville voit la fermeture de sa dernière mine au Clos-Marquet.
La « taille » des années 1950 : initialement l'abattage se fait au marteau piqueur et le charbon est évacué par de petits convoyeurs. Les mineurs, qui travaillent dans une ambiance poussiéreuse et dans un air ambiant à 30 °C, se relayent toutes les huit heures. Les années 1950 voient le développement de soutènements métalliques.
La ville de Saint-Chamond actuelle est le résultat de la fusion en 1964 des communes de Saint-Martin-en-Coailleux, de Saint-Julien-en-Jarez, d’Izieux et de Saint-Chamond. La ville devient alors la troisième commune de la Loire, avec près de 40 000 habitants.
Ces années sont marquées par une spectaculaire régénération urbaine. Déjà en 1929, tout juste élu maire, Antoine Pinay fait établir un diagnostic de l'insalubrité des logements : 70 % de la ville sont à reconstruire. La mise en place d'un office d'habitations à bon marché (HBM) permet la construction de nouvelles habitations rue Jean-et-André-Dugas et rue James-Condamin.
En 1964 et 1965, plusieurs îlots vétustes sont détruits dont celui du quartier de la Boucherie, sur trois hectares et demi, ainsi que les vieilles maisons du boulevard Waldeck-Rousseau ou de la rue du Janon. Le béton armé et les barres des habitations à loyer modéré (HLM) les remplacent. La cité de Fonsala sort de terre.
En 1970, la rénovation est en grande partie effectuée. Antoine Pinay promeut la modernisation de sa ville. Le 16 octobre 1970, il accueille Albin Chalandon, alors ministre de l'Équipement.
L'élimination du vieux bâti cause, cependant, quelques dommages patrimoniaux. Sont ainsi démolies la chapelle des Ursulines, la chapelle des Pénitents encore visible en 1964 sur la place Notre-Dame mais détruite en 1965 et le couvent des Capucins rasé en 1972.

### Historiens de Saint-Chamond
De l'érudit local à l'universitaire américain, la ville a suscité de nombreux travaux d'historiens : Ennemond Richard (1806-1873), Jean-Baptiste Boudet (1814-1887), Martin Presbitero (1837-1910), F. Raymond (?), Maurice de Boissieu (1844-1933), James Condamin (1844-1929), Gustave Lefebvre (1865-1937), Stéphane Bertholon (1862-1931), François Gonon (1863-1957), Mathieu Fournier (1868-1963), Michael P. Hanagan (né en 1947), Lucien Parizot (1920-2000), Elinor Accampo (née en 1949), Père Pupier (1920-2013) et Georges Delorme (?), Éric Perrin (né en 1965), Gérard Chaperon (né en 1922), Eric Moulin-Zinutti (né en 1972).

## Politique et administration

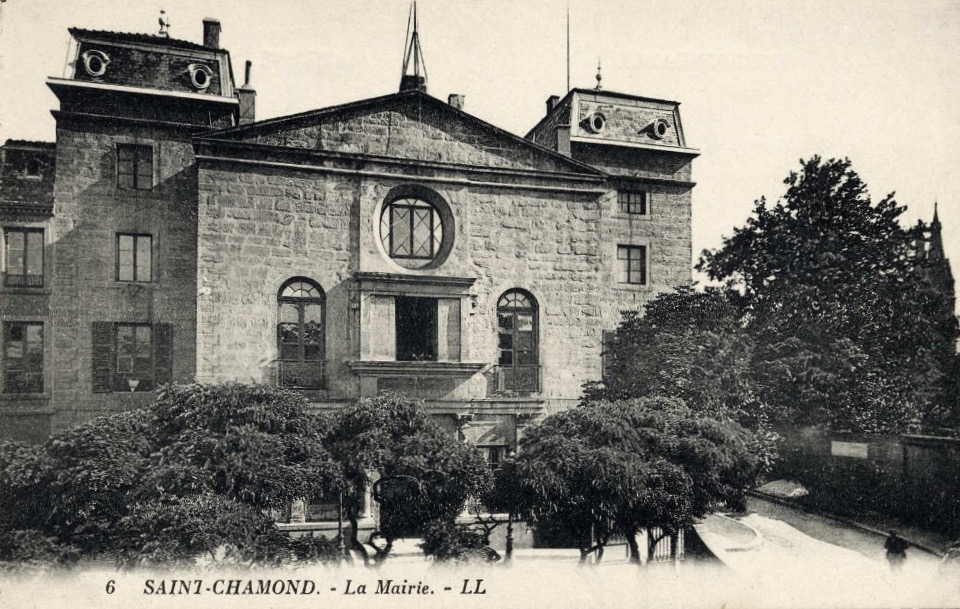
Mairie au début du XXe siècle.

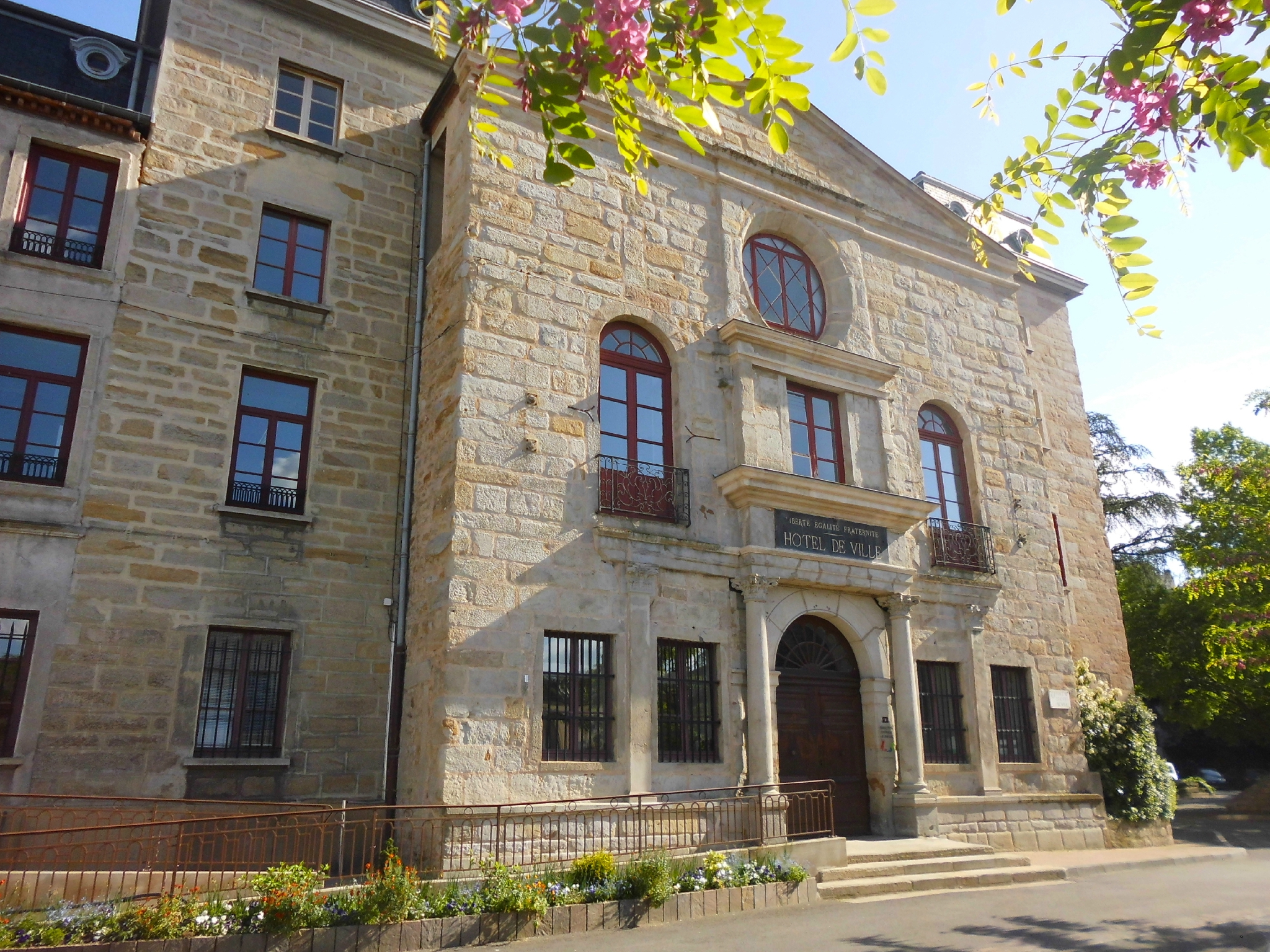
Façade de la mairie. 2015.

La commune de Saint-Chamond absorbe en 1964 celles d'Izieux, Saint-Julien-en-Jarez et de Saint-Martin-en-Coailleux.

### Rattachements administratifs et électoraux
La commune se trouve dans l'arrondissement de Saint-Étienne du département de la Loire. Pour l'élection des députés, elle fait partie depuis 1988 de la troisième circonscription de la Loire.
La ville était le chef-lieu du canton de Saint-Chamond de 1793 à 1984, année où celui-ci est scindé entre les cantons de Saint-Chamond-Nord et de Saint-Chamond-Sud. Dans le cadre du redécoupage cantonal de 2014 en France, ce canton, dont la commune est toujours membre, est modifié, passant de 23 à 70 communes.

### Intercommunalité
Saint-Chamond est l'une des 53 communes de Saint-Étienne Métropole.

### Liste des maires
| Période         | Période      | Identité          | Étiquette            | Qualité |
| --------------- | ------------ | ----------------- | -------------------- | --- |
| août 1944       | mai 1945     | Alfred Ferraz     | PCF                  | Architecte |
| mai 1945        | octobre 1947 | Jules Boyer       | MRP                  | Vétérinaire Conseiller de la République de la Loire (1946 → 1948) |
| octobre 1947    | mars 1977    | Antoine Pinay     | CNIP                 | Industriel Ministre des Finances et des Affaires économiques (1952 → 1953 et 1958 → 1960) Ministre (1950 → 1952 et 1955 → 1956) Président du Conseil (1952 → 1952) Député de la Loire (1936 → 1938 et 1946 → 1959) Conseiller général de Saint-Chamond (1934 → 1940 et 1945 →1979) |
| mars 1977       | mars 1989    | Jacques Badet     | PS                   | Universitaire Député de la Loire (1981 → 1988) Conseiller général de Saint-Chamond (1979 → 1985) Conseiller général de Saint-Chamond-Sud (1985 → 1992) |
| mars 1989       | mars 2008    | Gérard Ducarre    | RPR puis UMP         | Pharmacien Conseiller général de Saint-Chamond-Nord (1985 → 1989) Conseiller régional de Rhône-Alpes (1986 → 2010) Vice-président du conseil régional (1986 → 1998) |
| mars 2008       | avril 2014   | Philippe Kizirian | PS                   | Cadre supérieur 1er vice-président de Saint-Étienne Métropole (2008 → 2014) |
| avril 2014      | octobre 2023 | Hervé Reynaud     | UMP puis DVD puis LR | Cadre de la fonction publique Sénateur de la Loire (2023 → ) Conseiller général de Saint-Chamond-Nord (2011 → 2015) Conseiller départemental de Saint-Chamond (2015 → ) 1er vice-président du conseil départemental (2015 → 2023) 1er vice-président de Saint-Étienne Métropole (2014 → 2022) Président de l'EPORA (2017 → ) Démissionnaire à la suite de son élection comme sénateur |
| 23 octobre 2023 | En cours     | Axel Dugua        | LR                   | Professeur de maintenance industrielle 5e adjoint au maire chargé de la vie sportive (2020 → 2023) |

### Distinctions et labels
En 2017, la commune de Saint-Chamond est récompensée par le label Ville Internet de quatre arobases, résultat confirmé encore en 2019.
En 2019, Saint-Chamond bénéficie du label ville fleurie avec trois fleurs attribué par le conseil national des villes et villages fleuris de France au concours des villes et villages fleuris.

### Jumelages

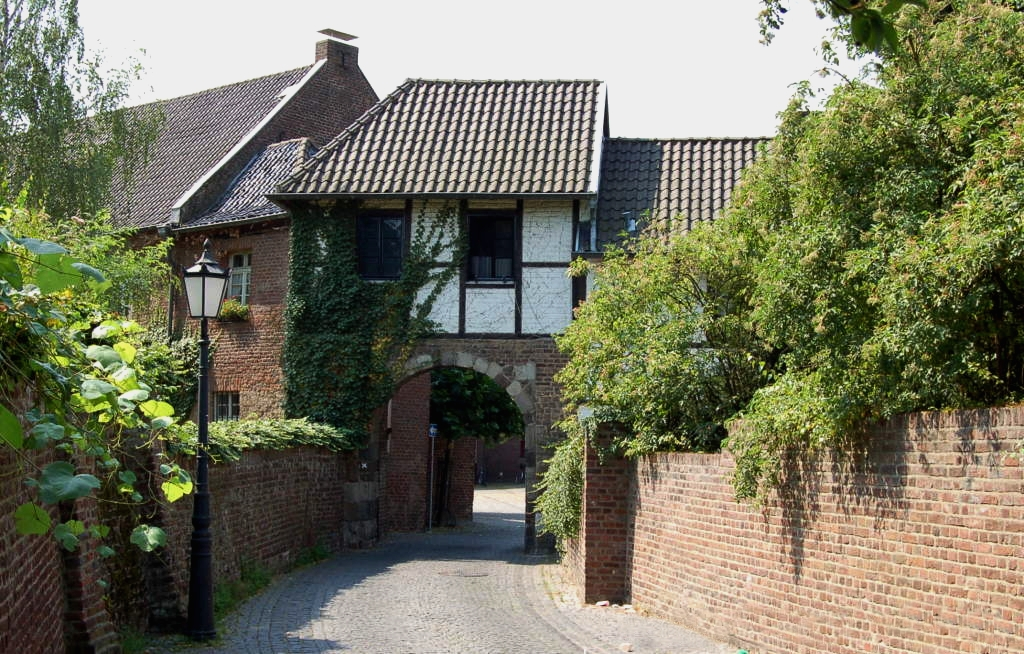
Porte du château de Grevenbroich (Allemagne).

- Grevenbroich (Allemagne)
- Kajaran (Arménie)
- Sant Adrià de Besòs (Espagne)
- Tulln an der Donau (Autriche)

## Équipements et services publics

### Enseignement

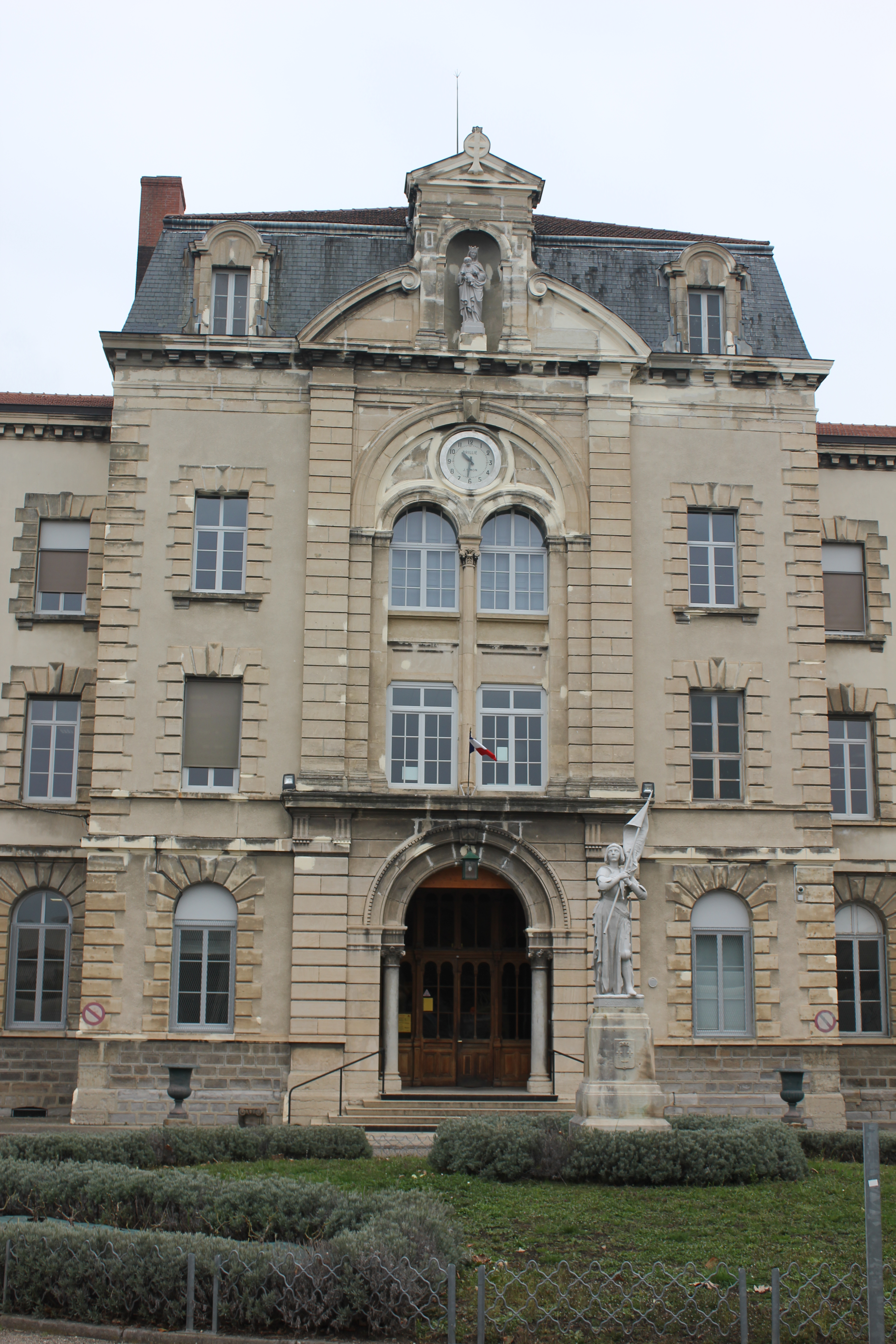
Institution Sainte Marie la Grand'Grange (ISMGG).

En 2017, la ville compte dix-huit écoles primaires publiques (classes maternelles et élémentaires) et six écoles primaires privées.
Trois collèges publics et un collège privé sont présents à Saint-Chamond.
Lycées de la ville :
- lycée Claude-Lebois : lycée général, technologique et professionnel (public)
- lycée Sainte-Marie : lycée général (privé) ;
- la Grand'Grange : lycée professionnel (privé) ;
- lycée hôtelier Les Petites Bruyères : lycée professionnel (public) ;
- lycée professionnel St-Ennemond : lycée professionnel (privé) ;
- MFR de Saint-Chamond : lycée professionnel et classes préparatoires (privé) ;
- institut de formation en soins infirmiers du centre hospitalier du Pays du Gier : enseignement supérieur (public).

## Population et société

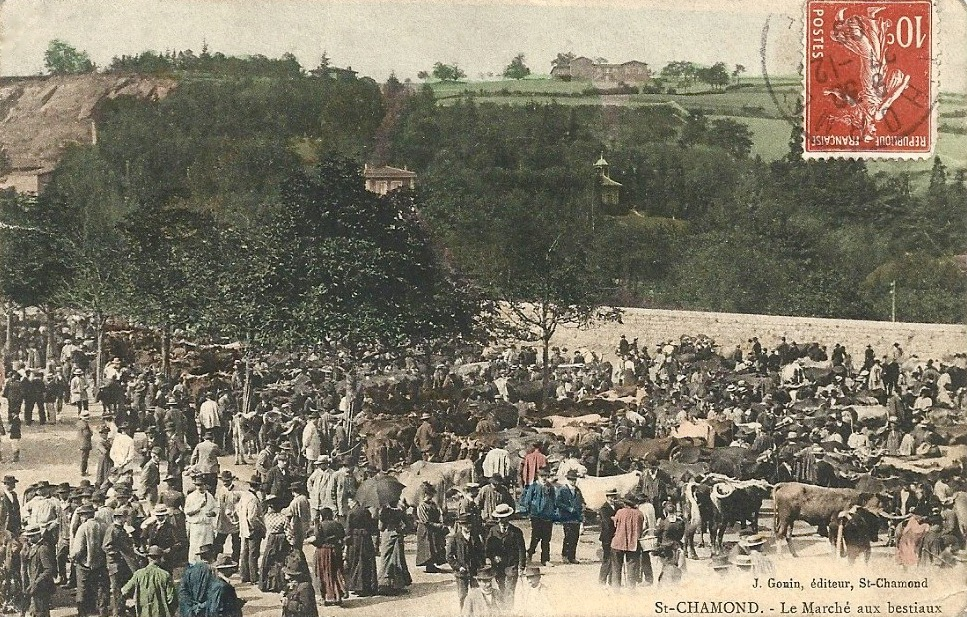
Affluence au marché aux bestiaux. Début XXe siècle.

Les habitants de la ville sont appelés les Couramiauds. Ce nom viendrait du fait que pendant la fête du feu de la Saint-Jean, les habitants de Saint-Chamond accrochaient une ficelle à la queue d'un chat[Passage contradictoire avec l'article Couramiaud]  et les enfants couraient après celui-ci, d'où le nom de « cours-à miaou », soit Couramiauds. D'autres les appellent Saint-Chamonais.

### Démographie

#### Évolution démographique
L'évolution du nombre d'habitants est connue à travers les recensements de la population effectués dans la commune depuis 1793. Pour les communes de plus de 10 000 habitants les recensements ont lieu chaque année à la suite d'une enquête par sondage auprès d'un échantillon d'adresses représentant 8 % de leurs logements, contrairement aux autres communes qui ont un recensement réel tous les cinq ans,.

En 2022, la commune comptait 35 586 habitants, en évolution de +0,7 % par rapport à 2016 (Loire : +1,32 %, France hors Mayotte : +2,11 %).
| 1793  | 1800  | 1806  | 1821  | 1831  | 1836  | 1841  | 1846  | 1851  |
| ----- | ----- | ----- | ----- | ----- | ----- | ----- | ----- | ----- |
| 5 416 | 4 977 | 5 800 | 5 988 | 7 475 | 9 001 | 8 204 | 8 406 | 8 897 |

| 1856   | 1861   | 1866   | 1872   | 1876   | 1881   | 1886   | 1891   | 1896   |
| ------ | ------ | ------ | ------ | ------ | ------ | ------ | ------ | ------ |
| 10 472 | 11 626 | 12 652 | 12 585 | 14 420 | 14 149 | 14 383 | 14 963 | 14 463 |

| 1901   | 1906   | 1911   | 1921   | 1926   | 1931   | 1936   | 1946   | 1954   |
| ------ | ------ | ------ | ------ | ------ | ------ | ------ | ------ | ------ |
| 15 469 | 14 430 | 14 897 | 15 885 | 15 468 | 14 842 | 14 711 | 14 820 | 15 580 |

| 1962   | 1968   | 1975   | 1982   | 1990   | 1999   | 2006   | 2011   | 2016   |
| ------ | ------ | ------ | ------ | ------ | ------ | ------ | ------ | ------ |
| 17 107 | 37 728 | 40 250 | 40 267 | 38 878 | 37 378 | 35 608 | 35 419 | 35 339 |

| 2021   | 2022   | - | - | - | - | - | - | - |
| ------ | ------ | - | - | - | - | - | - | - |
| 35 068 | 35 586 | - | - | - | - | - | - | - |

En 1964 la commune de Saint-Chamond a fusionné avec trois communes voisines (Saint-Martin-en-Coailleux, Saint-Julien-en-Jarez et Izieux). Cela explique la brusque augmentation démographique apparente entre 1962 et 1968 : les données antérieures à 1964 concernent uniquement l'ancienne commune de Saint-Chamond et les populations des communes historiques de Saint-Martin-en-Coailleux, de Saint-Julien-en-Jarez et d'Izieux sont comptabilisées séparément.
- Par l'importance de sa population, Saint-Chamond est la 214e commune de France. C'est la deuxième commune du département de la Loire après Saint-Étienne.
- À titre de comparaison, sa taille est analogue aux communes de Sète (Hérault), de Saint-Germain-en-Laye (Yvelines), de Salon-de-Provence (Bouches-du-Rhône), de Savigny-sur-Orge (Essonne) et de Saint-Martin-d'Hères (Isère).

#### Pyramide des âges
La population de la commune est relativement jeune.
En 2018, le taux de personnes d'un âge inférieur à 30 ans s'élève à 35,8 %, soit au-dessus de la moyenne départementale (35,0 %). À l'inverse, le taux de personnes d'âge supérieur à 60 ans est de 28,4 % la même année, alors qu'il est de 28,4 % au niveau départemental.
En 2018, la commune comptait 16 406 hommes pour 18 573 femmes, soit un taux de 53,1 % de femmes, légèrement supérieur au taux départemental (51,65 %).
Les pyramides des âges de la commune et du département s'établissent comme suit.
| Hommes | Classe d’âge | Femmes |
| ------ | ------------ | ------ |
| 0,8    | 90 ou +      | 2,1    |
| 8,8    | 75-89 ans    | 12,1   |
| 15,8   | 60-74 ans    | 17,0   |
| 19,1   | 45-59 ans    | 19,2   |
| 16,8   | 30-44 ans    | 16,3   |
| 17,8   | 15-29 ans    | 16,1   |
| 20,9   | 0-14 ans     | 17,1   |

| Hommes | Classe d’âge | Femmes |
| ------ | ------------ | ------ |
| 0,8    | 90 ou +      | 2,3    |
| 8      | 75-89 ans    | 11     |
| 17,1   | 60-74 ans    | 18,2   |
| 19,5   | 45-59 ans    | 18,7   |
| 17,5   | 30-44 ans    | 17     |
| 17,9   | 15-29 ans    | 16     |
| 19     | 0-14 ans     | 16,8   |

### Sports et loisirs
Le Saint-Chamond Basket (SCB) évolue dans le championnat de France masculin de basket-ball en division 2 (PRO B).
L'Entente Saint-Chamond Volley, fruit de la fusion, en 1986, de deux entités qui représentaient ce sport, a évolué durant dix-sept ans dans le Championnat de France masculin en division nationale 1. En 2010, le club accède en Championnat de France à la division excellence féminine (division 2 française). Par ailleurs, dans ce club orienté vers la compétition, la formation des jeunes a permis d'obtenir en 1994, un titre de champion de France dans la catégorie cadettes.
En gymnastique, Saint-Chamond est aussi bien classée au niveau régional, notamment avec les Étoiles de la Valette et la Sentinelle de la Grande Grange, qui concourt au plus haut niveau national.
La piscine Roger Couderc, une des rares piscines à vagues de la région, forme de nombreux nageurs, ainsi qu'une équipe en natation synchronisée.
En handball, les seniors filles et garçons évoluent en Championnat de France de division nationale 3, 450 licenciés placent Saint-Chamond Handball pays du Gier au 7e rang national, vingt-deux équipes (onze féminines).

### Manifestations culturelles et festivités
Rhinojazz: évènement qui anime la ville de Saint-Chamond par de nombreux concerts durant le mois d'octobre. Ce rendez-vous culturel s'étend aujourd'hui dans une grande partie du sud du département de la Loire. De nombreux artistes y compris venant de l'étranger, ont plaisir à venir s'y produire que cela soit sur de petites scènes de la commune de Feurs, de La Terrasse-en-Dorlay ou bien de Chateauneuf jusqu'à l'Opéra de Saint-Étienne[réf. nécessaire].
Depuis 1998 a lieu en juin La Rue des Artistes, festival pluridisciplinaire avec trois soirs de concerts et des spectacles de rue.

### Cultes
L'imam de la mosquée de St-Chamond, Mmadi Ahamada, est destitué et expulsé aux Comores par le ministre Darmanin à la suite d'un prêche dans lequel il a lu un verset du Coran analysé comme contraire à l'égalité hommes-femmes.

## Économie

### Entreprises et commerces
Dès le XVIe siècle, Saint-Chamond connaît les manifestations d'une proto-industrialisation à partir de plusieurs activités :
- le moulinage de la soie ;
- la passementerie et le ruban ;
- les fonderies de fer et la fabrication des clous.

L'histoire de la commune est très fortement liée à l'eau (aqueduc romain, métallurgie, textile, teinturerie…). Jules Duclos, maire de Saint-Chamond sous Napoléon III, fait construire le premier barrage de Saint-Chamond, dénommé barrage de la Rive. Deux autres barrages sont ensuite réalisés, celui du Piney, et celui de Soulages. Aujourd'hui, seuls ceux de la Rive et de Soulage sont encore en eau.
Au début du XXe siècle, et comme beaucoup de villes de la région, l'économie de la ville est tournée vers l'extraction de la houille, la métallurgie, le textile et le cuir (teinturerie, tissage, lacets…).
En traversant Saint-Chamond, on peut remarquer seulement deux cheminées conservées de l'époque des hauts-fourneaux. Dont l'une avec ses 103 m de haut qui sert de repère géodésique.
Jusqu'aux années 1970-1980, l'économie de la ville est en grande partie fondée sur la métallurgie représentée par une seule entreprise. Il s'agit de la Compagnie des forges et aciéries de la Marine et d'Homécourt (FAMH) dont le nom change régulièrement, de la Compagnie des aciéries et forges de la Loire puis de Creusot-Loire.
Cette industrie engendre certains spécimens fort célèbres, dont le char Saint-Chamond (fabriqué par la FAMH) qui est un des premiers chars blindés français, le véhicule de l'avant blindé (VAB) qui équipe l'Armée et la Gendarmerie, le Nautile sous-marin civil de l'institut français de recherche pour l'exploitation de la mer (IFREMER) qui permet de visiter 97 % du fond des mers, etc.
Aujourd'hui, et à la suite de la crise, l'économie de Saint-Chamond s'est développée autour de pôles d'activités très variés (industrie textile, métallurgie, ingénierie, plasturgie, câblerie, électrochimie, industrie agroalimentaire).
Saint-Chamond compte sept sites constituant des pôles d'activités industrielles, technologiques, tertiaires, commerciales et de service :
- le parc d'activités STELYTEC ;
- la zone d'activité (ZAC) de la Varizelle ;
- l'aire des pays du Gier ;
- la zone industrielle (ZI) du Coin ;
- la ZI du Clos-Marquet ;
- la ZI Pré-Château ;
- le centre d'activités artisanales et industrielles (CAAI).

Saint-Chamond compte sept cents entreprises.

### Industrie
- l'usine Linamar (ex-Linamar Faber, aujourd'hui LSC Linamar Sain-Chamond), composants automobiles[66].

## Culture locale et patrimoine

### Édifices disparus
- Collégiale Saint-Jean-Baptiste de Saint-Chamond
- Le champ de tir de Langonand[67],[68] qui appartenait à la compagnie des forges et aciéries de la marine et d'Homécourt.

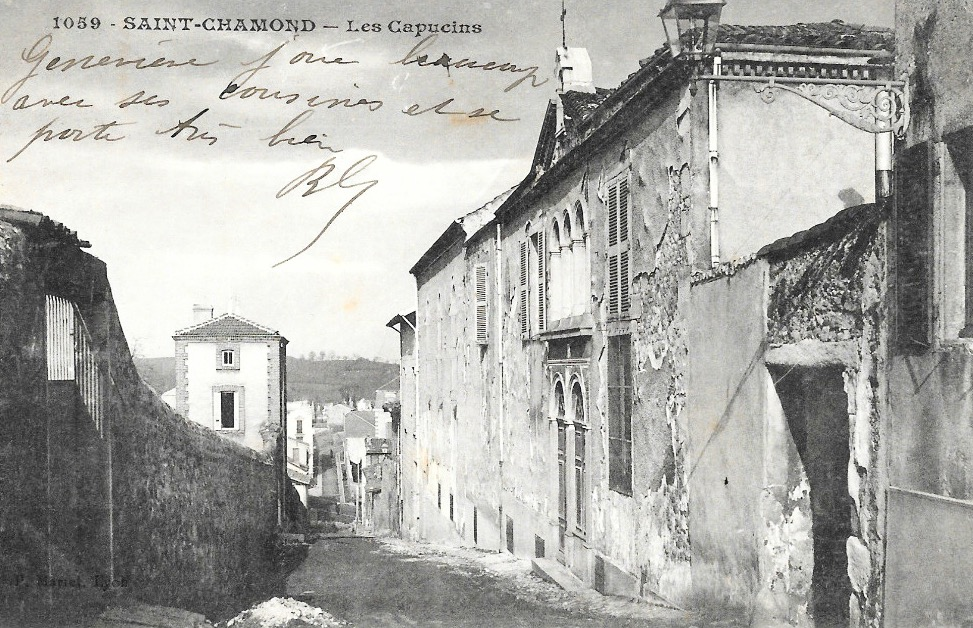
Couvent des Capucins. 1601 démolie en 1972.
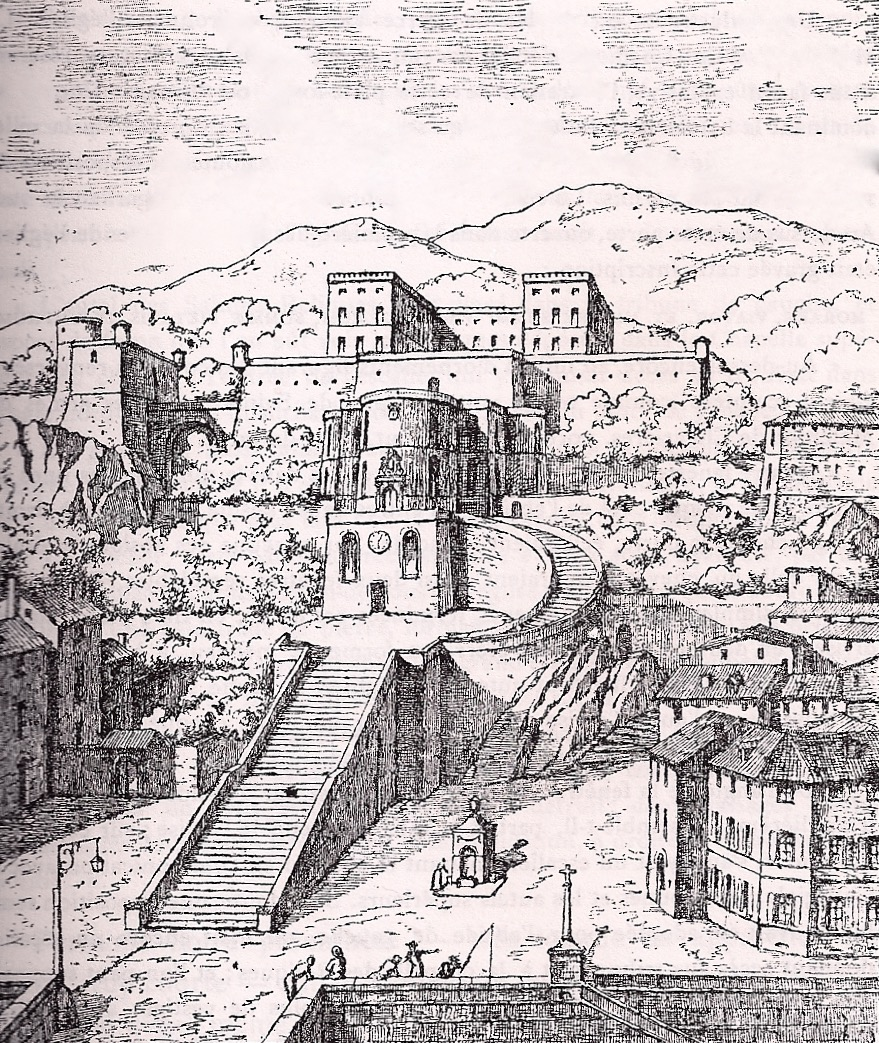
Collégiale. 1635-1642.
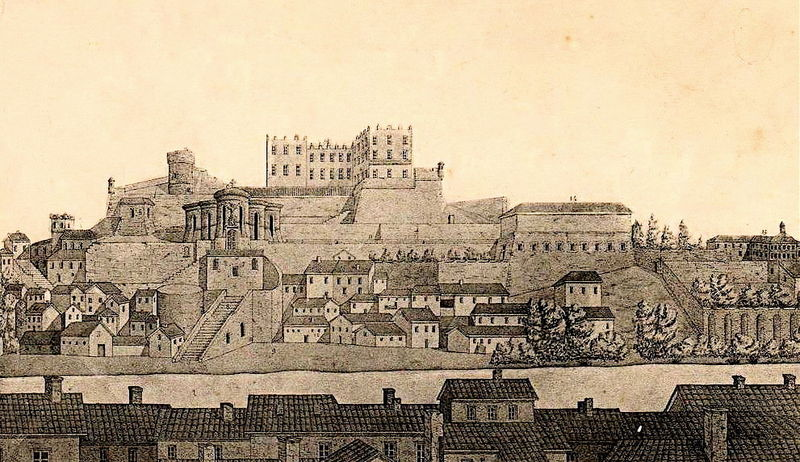
Château des seigneurs. Gravure 1644.
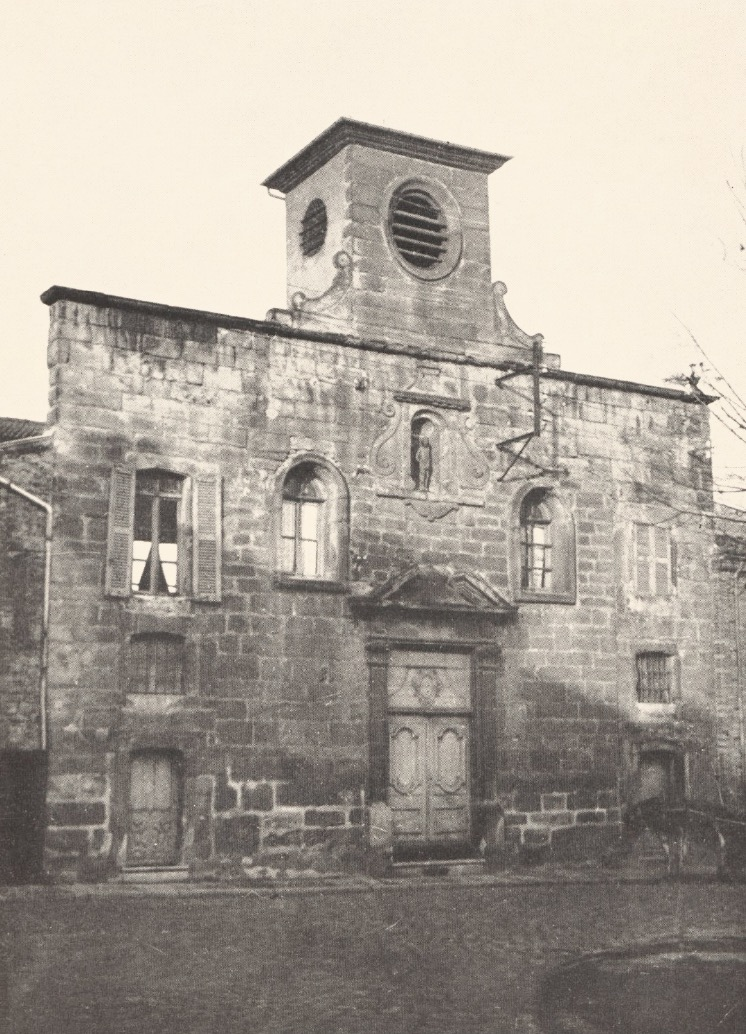
Chapelle des Pénitents. 1640 démolie en 1965. 1956.
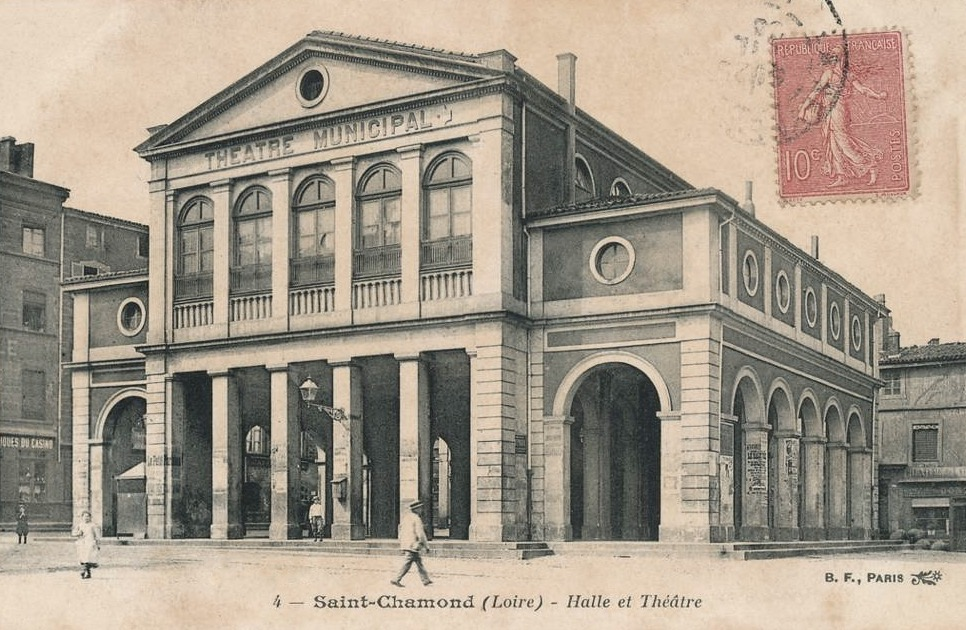
Halle-théâtre. 1835, démolie en 1931.

### Lieux, édifices et monuments actuels

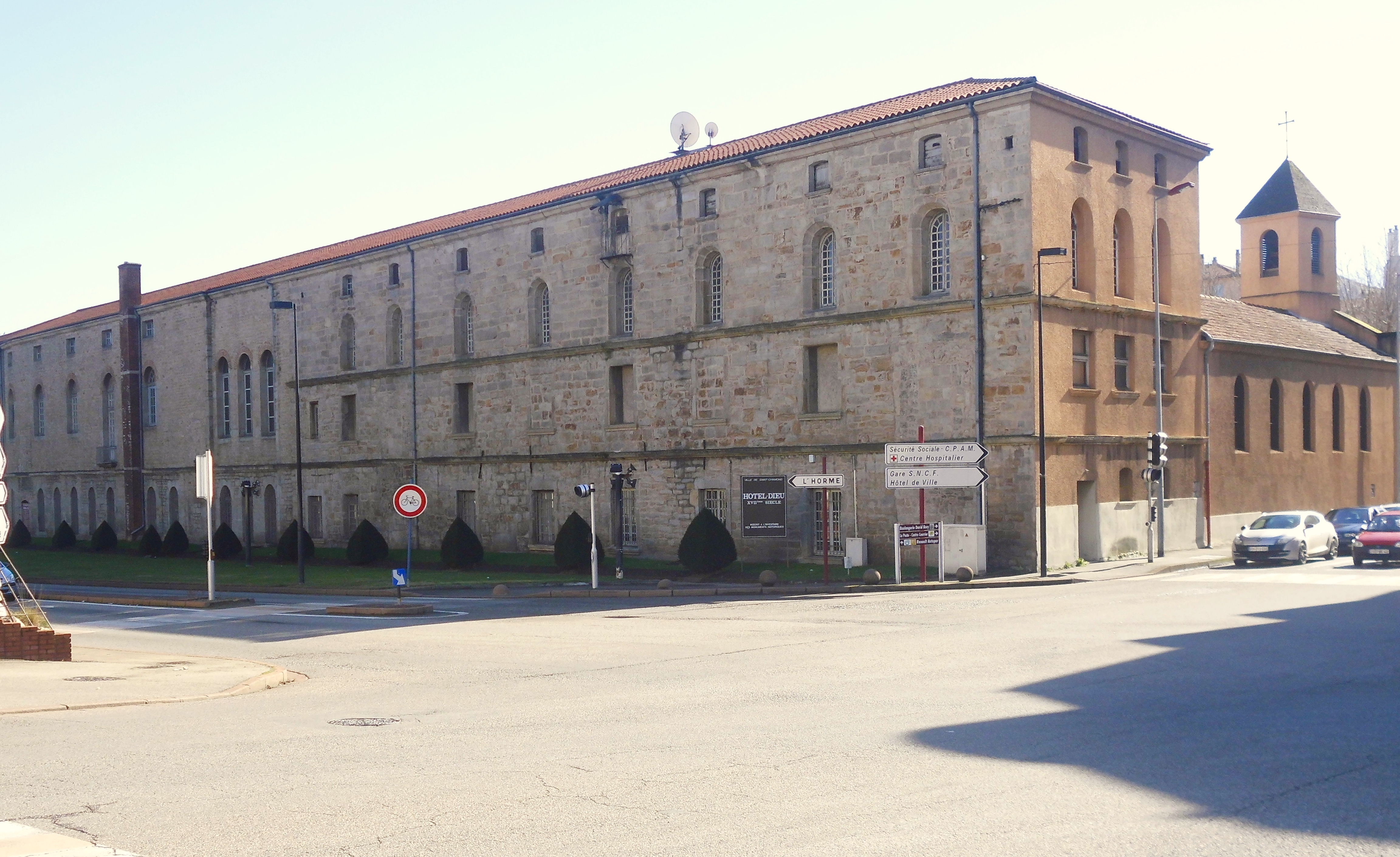
Hôtel-Dieu. 2014.

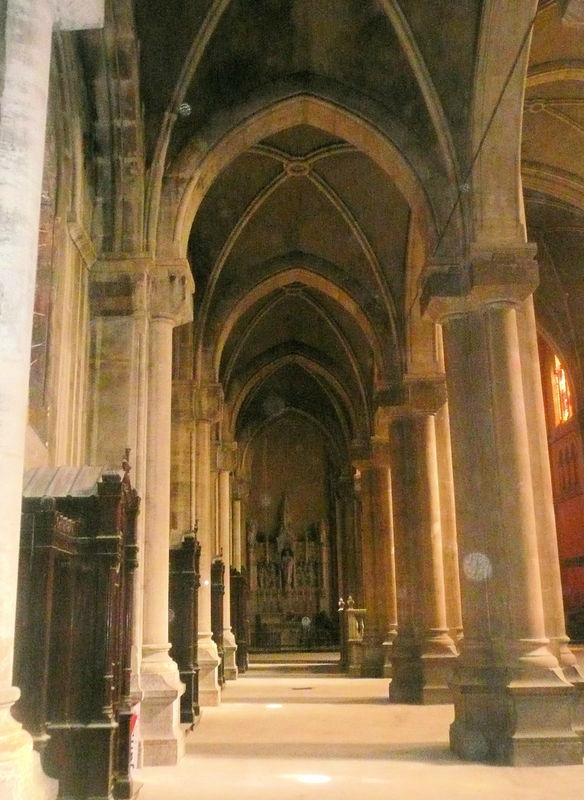
Collatérale nord de l'église Notre-Dame.

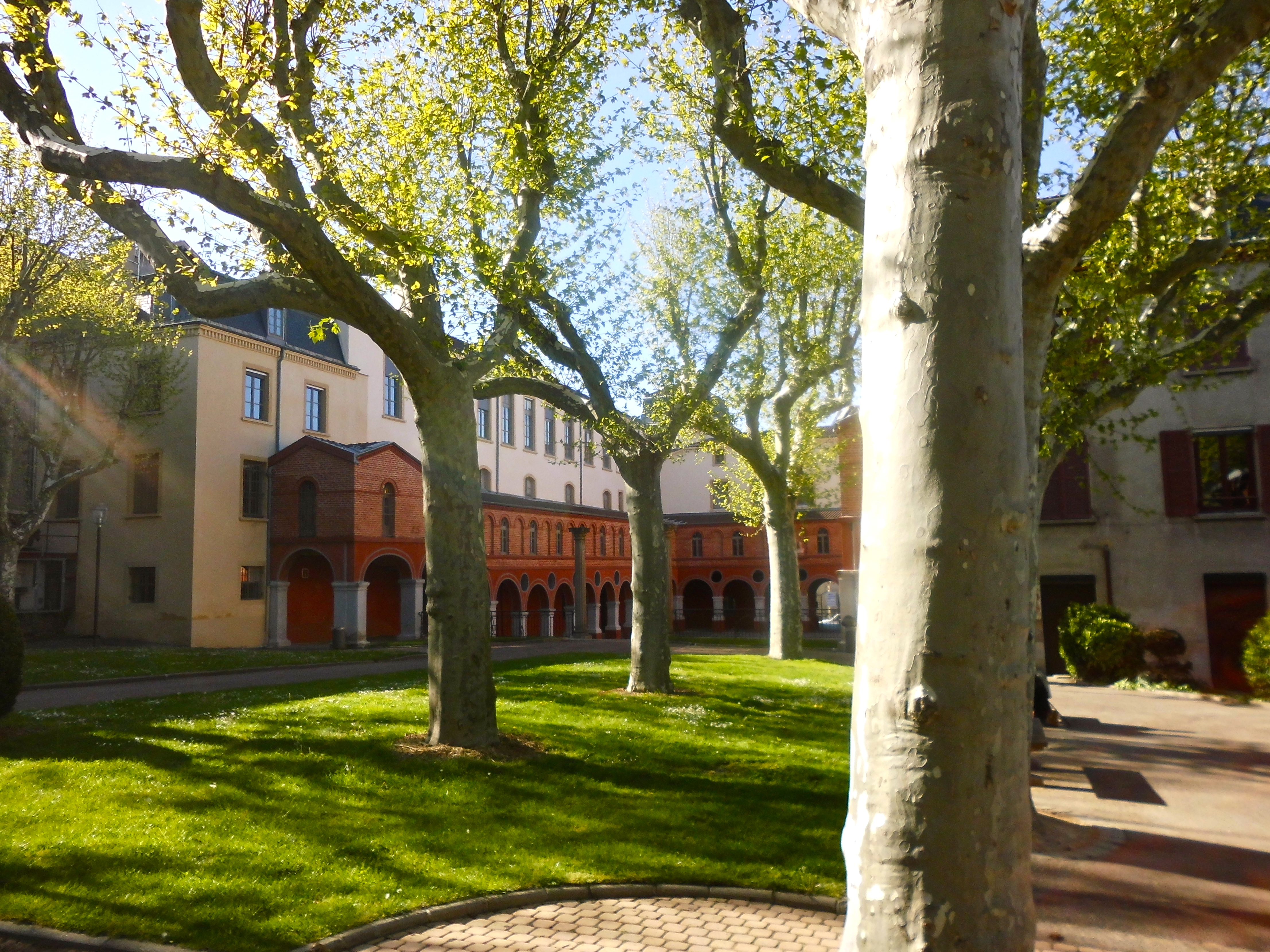
Jardin public. 2014.

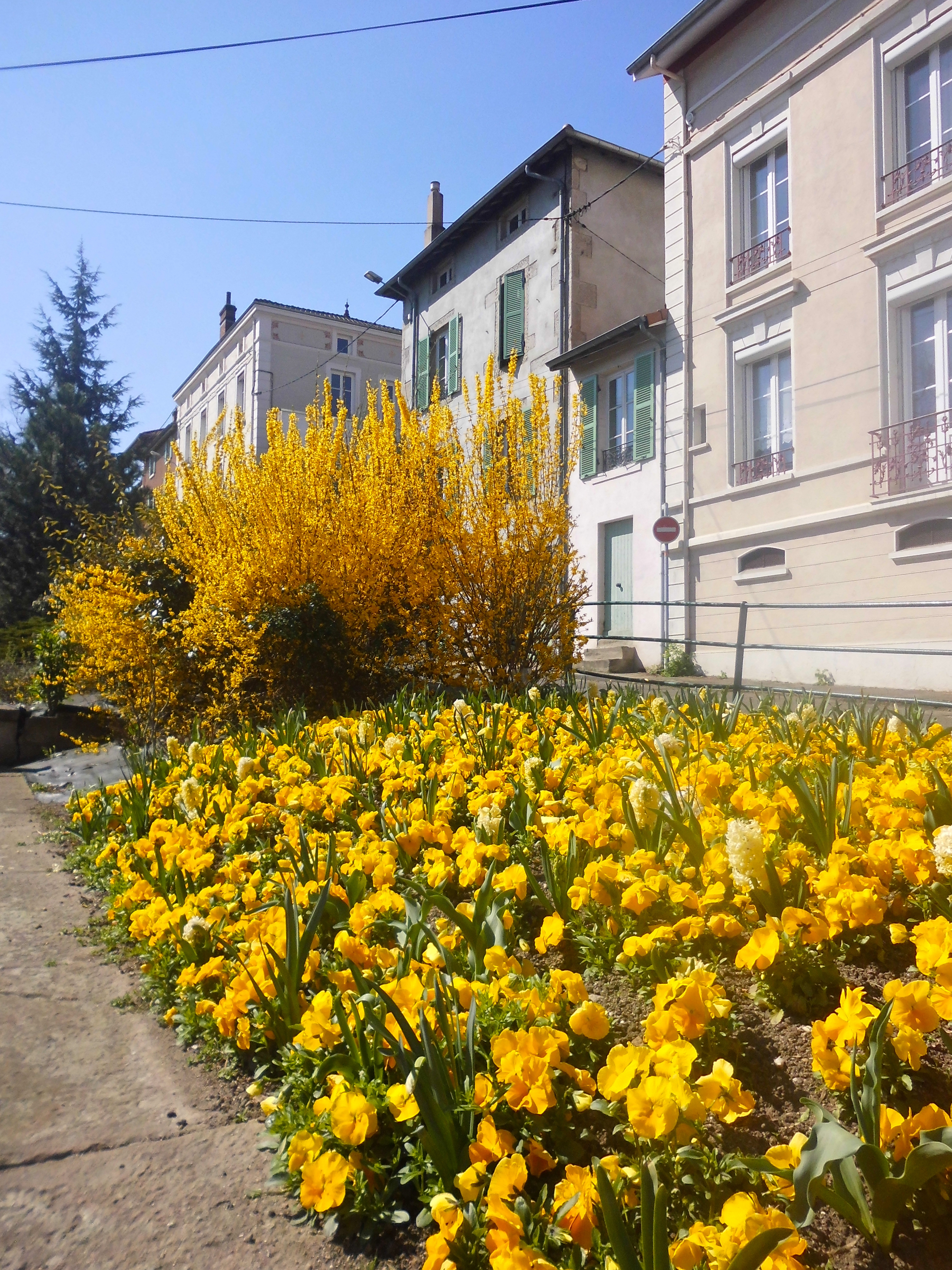
Entre la gare et la rue du Pont-Fournas. 2015.

#### Monuments historiques
- Maison des Chanoines (XVe et XVIe siècles)
- Église Saint-Pierre (XVIIe siècle)
- L'ancien Hôtel-Dieu (1670) et sa chapelle (1674)[Note 16]
- La façade ancienne de la mairie
- Les orgues de Claude-Ignace Callinet — dans l'église Saint-Pierre — (XIXe siècle)
- Les façades et toitures de l'usine Gillet-Thaon — ancienne teinturerie — (XIXe siècle)
- L'hôtel Dugas de la Boissonny (fin XVIIIe siècle)

#### Édifices religieux
- Église Saint-Pierre de Saint-Chamond
- L'église Notre-Dame (construite en 1881)
- Église Saint-André d'Izieux
- Église Saint-Ennemond de Saint-Chamond
- Église Saint-Joseph de Chavanne
- Église Saint-Julien de Saint-Chamond
- Église Notre-Dame-de-Lourdes de Saint-Chamond
- Église Saint-Jean-Marie-Vianney de la Chabure
- Église Saint-Marcellin Champagnat de Fonsala
- Église Saint-Martin de Saint-Martin-en-Coailleux
- Notre-Dame-de-l'Hermitage
- Le temple protestant (route du Coin) (construit en 1962)

#### Patrimoine urbain et architectural
- Colline de Saint-Ennemond (XVe siècle)
- Décombres des écuries du château détruit de Saint-Chamond (Saint-Ennemond) (XVe siècle)
- Le couvent des Minimes — aujourd'hui mairie de Saint-Chamond ; dernièrement rénové — (1622-1624)[69]
- Collège Sainte-Marie — lieu d'inspiration de Gabriel Chevallier, auteur de  Clochemerle dans son livre Sainte-Colline — (1877)
- Château du Jarez — rue Victor-Hugo — (XIXe siècle)
- Maisons bourgeoises — rue Victor-Hugo no 18 puis 30, 32, 34, 36, 40 et 42 — (XIXe siècle et début XXe siècle)
- Maison bourgeoise — rue Victor-Hugo no 58 — (façade d'inspiration Art nouveau)
- Hôtel de la Caisse d'épargne — rue Victor-Hugo no 16 — (1901, architecte : Picaud)
- La maison des artistes — ancienne école primaire supérieure de filles — (1909)
- Rue de la République : nombreux commerces dans le centre-ville sur une rue piétonne
- Salle des congrès (salle Aristide-Briand).

#### Patrimoine industriel
- La cheminée de Giat industrie haute de 103 mètres (XIXe siècle)
- Les halles de Novaciéries

#### Monuments
- Statue de la République — place La-Valette — (1889)
- Monument Sadi-Carnot — dans le Jardin des plantes — (1895)
- Monument aux morts pour la France — dans le cimetière — (inauguré le 11 novembre 1923)
- Monument aux morts pour la France — devant l'école Lamartine

#### Jardin public
- Jardin des Plantes ou Jardin Nelson-Mandela

#### Sites naturels
- Paraqueue : vue imprenable sur tout Saint-Chamond
- Hauteurs de Chavanne : vue sur tout Saint-Chamond, ainsi qu'une partie de Rive-de-Gier et Saint-Étienne
- Hauteurs de la Chabure : panorama de la Vallée du Gier.

### Patrimoine culturel
- Mausa H07, musée d'Art urbain dans la halle 07 de Novaciéries.

### Personnalités liées à la commune

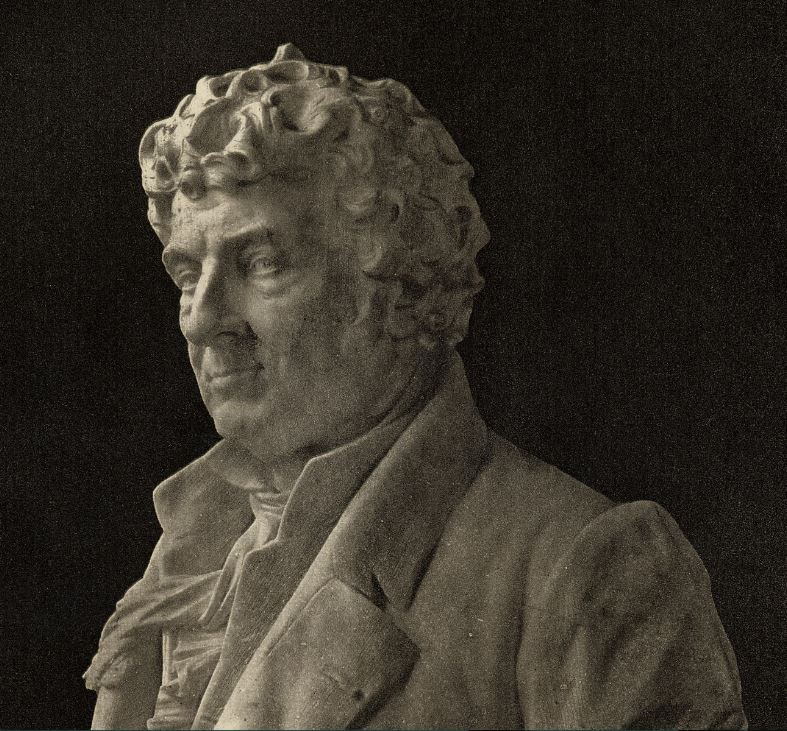
Charles-François Richard (1772-1851).

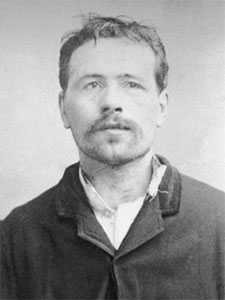
Ravachol (1859-1892).

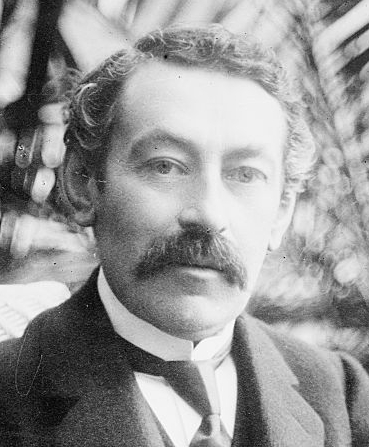
Aristide Briand (1862-1932).

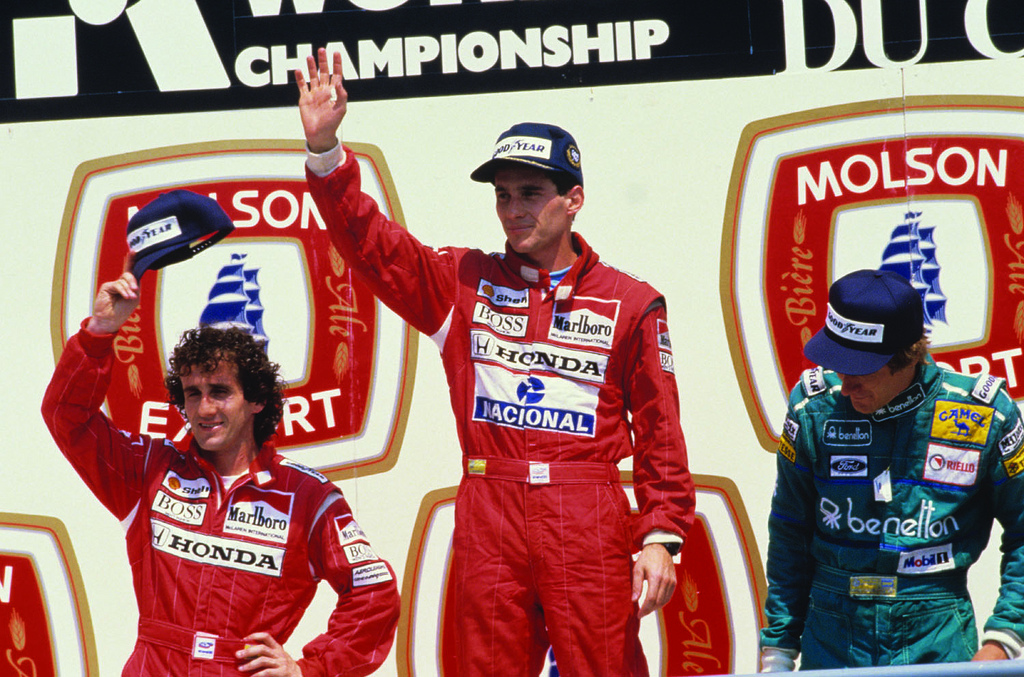
Alain Prost, à gauche, en 1988.

#### Personnages historiques
- Jacques Mitte de Chevrières (1549-1610), seigneur de Saint-Chamond, conseiller d'État, lieutenant général du Forez, du yonnais et du Beaujolais. Il était l'époux de Gabrielle d'Urgel de Saint-Chamond (1547-1596), fille de Christophe d'Urgel de Saint-Chamond (+ 1580) et de Louise d'Ancézune, unique héritière de la seigneurie de Saint-Chamond.
- Melchior Mitte de Chevrières (1586-1649), [fils du précédent], lieutenant général des armées du Roi et ministre d'État sous Louis XIII et Louis XIV.
- Antoine Flachat (1725-1803), né et mort à Saint-Chamond, curé de la paroisse Notre-Dame, prédicateur du roi de Pologne ; élu député du clergé aux États généraux, le 28 mars 1789, pour la sénéchaussée de Lyon.

#### Industriels
- Famille Guerin, aux XVIIe et XVIIIe siècles, marchands fabricants de soie, banquiers, maire.
- Charles-François Richard, né en 1772 ; fondateur de l'industrie des lacets ; maire de l'ancienne commune d'Izieux en 1830 (aujourd'hui rattachée à la commune de Saint-Chamond) ; décoration du Lys ; chevalier de l'ordre royal de la Légion d'honneur ; mort à Saint-Chamond en 1851.
- Ennemond Richard, né en 1806 à Saint-Chamond, fils du précédent, vice-président de la Chambre de commerce de Saint-Étienne, chevalier de la Légion d'honneur ; mort à Saint-Chamond en 1873[réf. nécessaire].
- Roger Zannier (1945), patron du groupe Zannier, a lancé son entreprise à Saint-Chamond.

#### Hommes politiques
- Jacques Badet (1943- ), homme politique, maire (1977-1989) et député de Saint-Chamond.
- Marius Chavanne (1817-1886), homme politique, maire de Saint-Chamond.
- Claude de Fournas, homme politique né le 20 janvier 1762 à Saint-Chamond (Loire) et décédé le 22 février 1828 à Saint-Chamond.
- François Delay (1855-1936), industriel, sénateur, maire de Saint-Chamond où il est mort.
- Henry Jaboulay (Izieux, 1897 - Johannesburg, 1977), résistant, co-organisateur du Défilé du 11 novembre 1943 à Oyonnax, Compagnon de la Libération[70]
- Adrien de Montgolfier-Verpilleux (1831-1913), ingénieur des ponts et chaussées, homme politique, mort au château du jarez à Saint-Chamond.
- Charles Neyrand (1839-1907), conseiller général et député de la Loire, maire de l'ancienne commune de Saint-Julien-en-Jarez où il est né.
- Benoît Oriol (1840-1926), maire de Saint-Chamond et député de la Loire, officier de la Légion d'honneur, né à Saint-Chamond et mort dans l'ancienne commune de Saint-Julien-en-Jarez.
- Antoine Pinay (1891-1994), homme politique, maire de Saint-Chamond de 1929 à 1944 et de 1947 à 1977.
- Édouard Prénat (1839-1932),  homme politique né à Saint-Chamond, député du Rhône.
- François Rochebloine, homme politique, né en 1945 à Saint-Chamond.

#### Militants politiques
- Ravachol (1859-1892), militant anarchiste, né à Saint-Chamond, guillotiné à Montbrison.
- Louis Follet (1898-1957), syndicaliste et militant communiste, mort dans l'ancienne commune d'Izieux.

#### Policiers
- Edmond Locard (1877-1966), fondateur de la police scientifique, né à Saint-Chamond.

#### Religieux
- Marcellin Champagnat (saint) (1789-1840), homme d'Église et pédagogue, fondateur de Notre-Dame de l'Hermitage, mort à Saint-Chamond.
- François Rivat (1808-1881), 1er supérieur général des frères maristes reconnu vénérable par l'Église catholique, mort à Saint-Chamond.
- James Condamin (1844-1929), chanoine, professeur à la Faculté catholique de Lyon, historien de Saint-Chamond
- Alexandre Poncet (1884-1973), vicaire apostolique à Wallis-et-Futuna, a précédé Michel Darmancier.
- Michel Darmancier (1918-1984), premier évêque de Wallis-et-Futuna.

#### Écrivains
- Lionel Bourg (1949-), écrivain
- Gabriel Chevallier (1895-1969), écrivain ayant fréquenté en 1912 le collège Sainte-Marie ce qui a inspiré à l'auteur de Clochemerle son livre Sainte-Colline.
- Étienne-François Coignet (1798-1866), poète et bibliothécaire.
- Laurent Deloire (1966-), caricaturiste et dessinateur de presse.
- Lucien Rebatet (1903-1972), écrivain ayant fréquenté le collège Sainte-Marie.

#### Savants
- Jean-Baptiste Dugas-Montbel (1776-1834), helléniste et homme politique, né à Saint-Chamond.

#### Instituteurs, professeurs, directeurs d'école
- Claude Lebois y a enseigné.
- Mathieu Fournier y a enseigné et y est mort.

#### Artistes
- Édouard-Alphonse Dupont (1831-1857), peintre français.
- Antoine Mariotte (1875-1944), compositeur mort dans l'ancienne commune d'Izieux.
- Roger Planchon (1931-2009), dramaturge, metteur en scène et cinéaste, né à Saint-Chamond.
- Pierre Koulak (1942-), auteur, acteur et metteur en scène.
- Étienne Bossut (1946-), artiste contemporain.
- Djamel Tatah (1959-), artiste contemporain français.
- Danger (1984-), de son vrai nom Franck Rivoire, DJ et producteur de musique électronique.

#### Sportifs
- Samuel Allegro (1978-), footballeur né à Saint-Chamond.
- Dominique Aulanier (1973-2020), footballeur né à Saint Chamond.
- Magali Baton (1971-), judokate française née à Saint-Chamond.
- Julie Coulaud (1982-), athlète française, spécialiste du steeple.
- André Giriat (1905-1967), rameur, mort à Saint-Chamond.
- Pierre Haon (1966-), footballeur professionnel, né à Saint-Chamond.
- Sébastien Pérez (1973-), ancien footballeur, né à Saint-Chamond.
- Alain Prost (1955-), quatre fois champion du monde de Formule 1, a passé son enfance et son adolescence à Saint-Chamond.
- Laurent Redon (1973-), pilote automobile, né à Saint-Chamond.
- Youcef Zenaf (1957-), sportif, champion du monde de full-contact de 1984 à 1986.

### Héraldique, logotype et devise
| Blason de Saint-Chamond | Parti, le 1er d'argent à la fasce de gueules ; le 2e d'azur plein. |